# البيرة (رام الله)

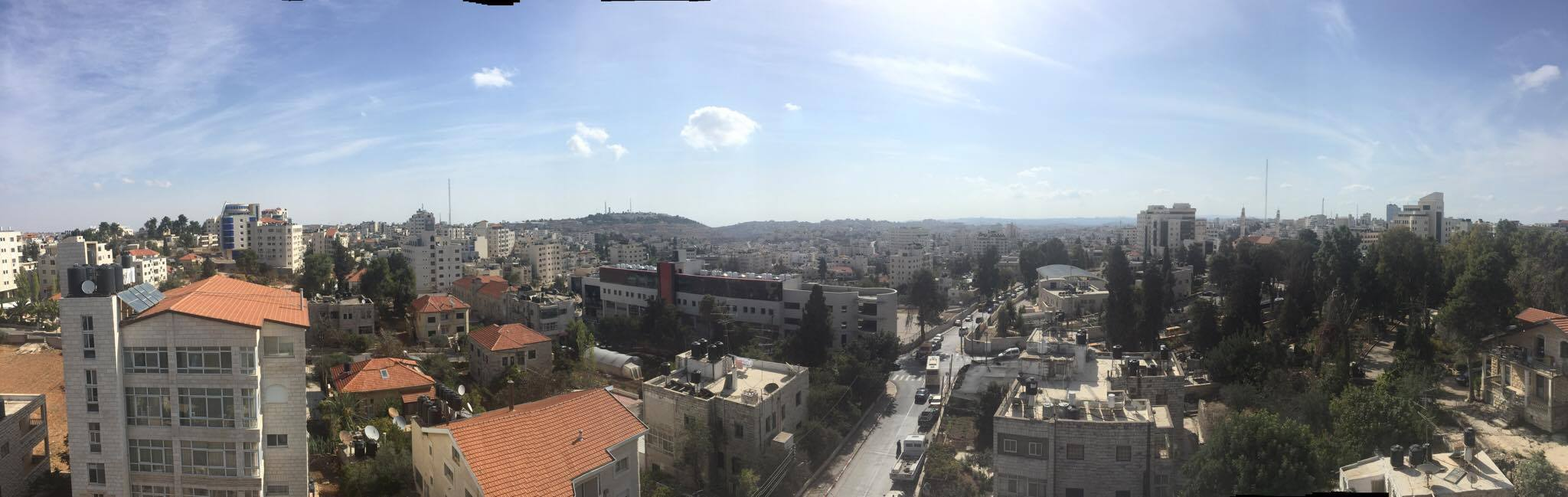
منظر عام لمدينة البيرة

البيرة مدينة فلسطينية، تُعد ومدينة رام الله المُلاصقة مركزًا لمحافظة رام الله والبيرة. تقع في الضفة الغربية إلى الشمال من القدس بحوالي 15 كم. تبلغ مساحتها 22045 دونم (22.045 كم2)، كما قُدر عدد سكانها بحوالي 49 ألف نسمة عام 2021. ترتفع عن سطح البحر 885 متراً.
تحتل البيرة حاليًا مركزًا سياسيًا يجعلها من أهم المدن الفلسطينية، إذ أنها تُعتبر ومدينة رام الله العاصمة الإدارية المؤقتة للسلطة الوطنية الفلسطينية، حيث يقع فيها مقر الرئاسة الفلسطينية، والمقر العام لجهاز الأمن الفلسطيني في الضفة الغربية، بالإضافة إلى معظم مكاتب ووزارات السلطة، كما تعتبر العاصمة الثقافية لوجود عدد من المراكز الثقافية الفلسطينية النشطة فيها.

## مدينة البيرة
تقع مدينة البيرة في سلسلة جبال فلسطين الوسطى وتبعد 16 كلم عن القدس باتجاه الشمال، تتمتع المدينة بمناخ معتدل جعلها مركزاً لجذب المصطافين، تتمتع مدينة البيرة، وهي من المدن القديمة والكبيرة في فلسطين بموقع استراتيجي هام على تقاطع الطرق، التجارية الرئيسية تقع مدينة البيـرة على الشريان الرئيسي الذي يربط شمال فلسطين بجنوبها فهي على الطريق الرئيسي الموصل بين مدينة نابلس والقدس على بعد تسعة أميال فقط من مدينة القدس الخالدة وهي الطريق الواصل بين الغور والسهل الساحلي الفلسطيني والطريق الجبلي الواصل بين الشمال فلسطين وجنوبها هذا بالإضافة إلى موقع المدينة الهام، يعود الفضل في استيطان البيرة إلى توفر المياه فيها من عيونها المختلفة، وخاصة عين البيرة المعروفة «بالعين»، الواقعة على طريق القدس- نابلس الرئيسي، لأهمية هذه العين بني أهل البيرة قربها خاناً ما زالت آثاره ماثلة للعيان حتى اليوم في البلدة القديمة وهو يعود للفترة الصليبية، وبنوا في الفترة الإسلامية المبكرة مسجدين بالقرب من الخان ما زالا مستخدمين حتى اليوم، يعرف الأول منهما باسم الجامع العمري، وهو الجامع الملاصق لكنيسة العائلة المقدسة وسط البلدة القديمة، وجامع العين الواقع على عين شارع القدس- نابلس بالقرب من مبنى البلدية الحالي لقد تغير مركز مدينة البيرة من عصر إلى آخر، ويبدو أن أقدم موقع استوطنة أهل البيرة هو منطقة الإرسال، ثم انتقل مركز المدينة بعد ذلك إلى تل النصبة، ثم إلى عين أم الشرايط، ثم إلى موقع البلدة القديمة الحالي، والآن توسعت حدود المدينة فشملت كل هذه المناطق هناك عدة بلدات تحمل اسم البيرة في فلسطين احداهما تقع شمالي بيسان، وأخرى في منطقة الخليل وثالثة قرب صفد، ورابعة في منطقة بئر السبع، ولكن بيرة القدس تبقى أهمها وأكبرها وأشهرها جميعا.ً
يعتقد أن الاسم البيرة مشتق من الأصل الكنعاني (بيئرون) ويعني (الآبار) نسبة إلى العيون الكثيرة المنتشرة في المدينة وأهمها عين البيرة، والعيون الأخرى الكثيرة مثل عين القصعة وعين أم الشرايط، وعين جنان، وعين الملك وغيرها وربما كان الاسم من الأصل الآرامي (بيرتا) ويعني القلعة أو الحصن نسبة إلى تل النصبة الأثري.

## التاريخ
يعود تاريخ مدينة البيرة الكنعانية إلى القرن الخامس والثلاثين قبل الميلاد (حوالي سنة 3500 ق.م) ومنذ ذلك الحين وعلى مدى أكثر من خمسة آلاف سنة بقيت البيرة مأهولة بالسكان، ورد ذكر البيرة في العهد القديم أكثر من مرة باسم بيئروت، وذلك في قصة كل من النبي هارون أخي النبي موسى عليهما السلام، وقصة احتلال بني إسرائيل لفلسطين زمن يوشع بن نون، ولكن المدينة لم تعتبر مقدسة لدى اليهود ولذلك لم تنضم إلى الممالك اليهودية التي نشأت في فلسطين في العهد الحديدي المتأخر عرفت البيرة في العهد الروماني باسم بيرية، وأصبحت مدينة مهمة في هذه الفترة وخاصة في بداية العهد المسيحي، ويقال أن السيدة مريم العذراء وخطيبها يوسف النجار فقدوا المسيح بها وهو طفل في الثانية عشرة من عمره في طريق عودتهم من القدس إلى الناصرة، حيث شيد في المكان كنيسة بيزنطية ما زالت أثارها ماثلة حتى اليوم وسط البلدة القديمة، عرفت هذه الكنيسة باسم كنيسة العائلة المقدسة بعد الفتح الإسلامي لعبت البيرة دوراً مميزاً على مسرح الأحداث في فلسطين ويعتقد أن عمر بن الخطاب قد حل بها في طريقة من المدينة المنورة إلى القدس لاستلام مفاتيح القدس من البيزنطيين، وقد أقيم سنة 1195م في المكان الذي يقال أن عمر صلي فيه مسجداً يعرف بالمسجد العمري، وهو ما زال قائماً ومستخدماً حتى اليوم وهو ملاصق للكنيسة البيزنطية، وقد أعيد تجديده عام 1995م في الفترة الصليبية كانت البيرة قرية مهمة لقربها من القدس خاصة بعد استيلاء الصليبين على القدس سنة 1099م حيث أصبحت مركزاً للمقاومة الإسلامية ضد الصليبين، وبعد احتلال الصليبين لها أوقفها الصليبيون هي و21 قرية فلسطينية أخرى من منطقة القدس على كنيسة القيامة، وكانت المدينة وكنيستها البيزنطية التي تم تجديدها وتنظيفها في الفترة الأخيرة مركزاً لفرسان القديس يوحنا القادمين من إنجلترا عندما حرر صلاح الدين الأيوبي فلسطين استولي على البيرة ودمر المستوطنة الصليبية فيها سنة 1187م ويقال أن عدد الصليبين الذين استسلموا له في البيرة بلغ 50000 أسير، وهكذا تعربت المدينة من جديد في العهد العثماني 1517-1918م كانت البيرة مركزاً سياسياً وإدارياً مهماً ومركز قضاء، سكنها المتصرف العثماني وكان فيها طابور عسكري عرف بطابور البيرة تشكل من أبنائها، وكان له دور في الدفاع عن عكا أثناء حملة الصليبين في أواخر القرن 18م في عهد الانتداب البريطاني ألحقت البيرة بقضاء رام الله، واستمر الحال كذلك خلال الفترة من 1919-1994، بعد دخول السلطة الوطنية الفلسطينية إليها عام 1994 أصبحت البيرة مركزاً لمحافظة رام الله والبيرة.

### الآثار العربيـة
تعود هذه الآثار إلى ما قبل الغزو اليهودي بقيادة يشوع بن نون وهي الكهوف التي كان ينزل إليها من عل بدرج وفيها شبه محاريب وكلها منحوت بدقة وقد وجدت بها عظام بشرية كما وجدت بها اسرجة وأدوات أخرى، يوجد ثلاثة أو أربع آثار لا تزال بارزة للعيان على جانب الطريق الممتدة من الشرق إلى الغرب أمام بيت السيد «مطـر فرهود» مختار المدينة سابقا، وآخر بالقرب من الطرق شمالي دار «عوض حسين أبو عليص» وهناك آبار كثيرة وكبيرة تعود إلى اليبوسيين وهي تنتشر في جميع أنحاء المدينة وتوجد من هذه الآبار زهاء عشرة في راس الطاحونة وفي حديقة البلدية. وأكثر من عشرة أبار في النتاريش. كما توجد آبار أخرى منتشرة في المدينة.

### الآثار اليهوديـة

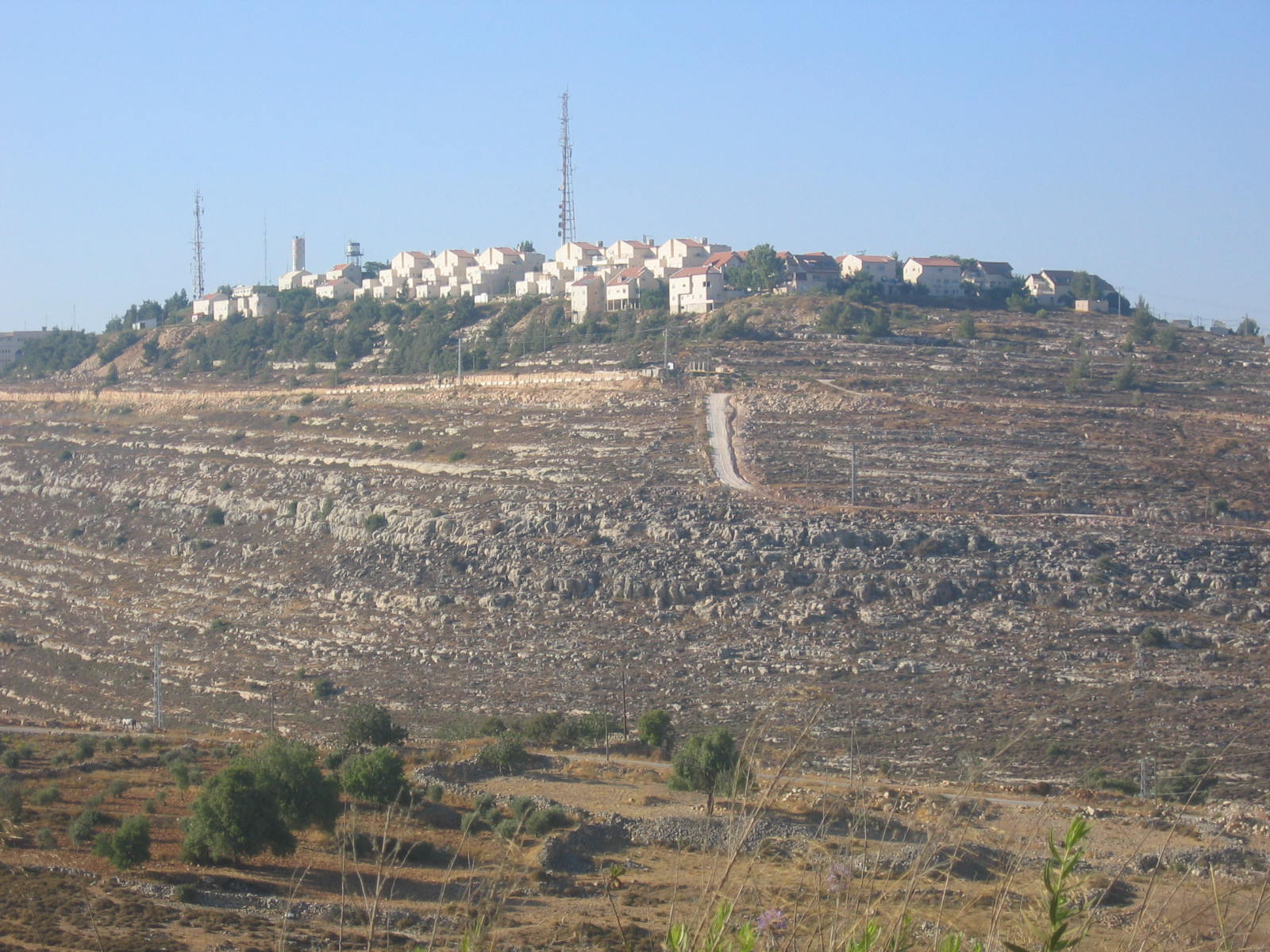
مستوطنة بسغوت الإسرائيلية على جبل الطويل في البيرة (2004)

لا توجد لليهود آثار تذكر سوى المعاصر التي كانوا يعصرون فيها العنب لصنع الخمر، فقد وجدت لهم آثار في تل النصبة على طريق القدس فوق المكان المعروف «مصنع الخمارات».

### الآثار الرومـانية
ثلاث برك تقع كلها جنوبي نبع الماء " قرب الجامع القديم.

### الآثار الإسلامية
الجامع القديم الذي يقوم على نبع الماء «الطريق العام» وأبنية قديمة كثيرة عفت معالمها العليا. ولم يبق سوى إلا أسسها وأضرحة المجاهدين والأتقياء التي تنتشر في جميع أنحاء البيرة ومنها: الشيخ نجم، الشيخ عبد الله، الشيخ مجاهد، الشيخ شيبان، أم خليـل، البطمـة، والشيخ يوسف.

### الآثار الصليبيـة
الكنيسة التي لا تزال أسسها قائمة في وسط المدينة ثم الخان وهو طراز البناء الروماني، وهناك اختلاف في الرأي فمنهم من يقول أنه اثر روماني ومنهم من يقول أنه أثر صليبي وقد كان مربطا لخيول فرسان القديس يوحنا. وقد وجدت في مدينة البيرة أبنية قديمة عريقة في القدم ولم يهتم أحد بنسبتها أو إلى من قام بإشادتها. كذلك وجدت في البيرة قطع نقدية كثيرة تعود إلى اليونان والعرب واليهود.

### الانتداب البريطاني

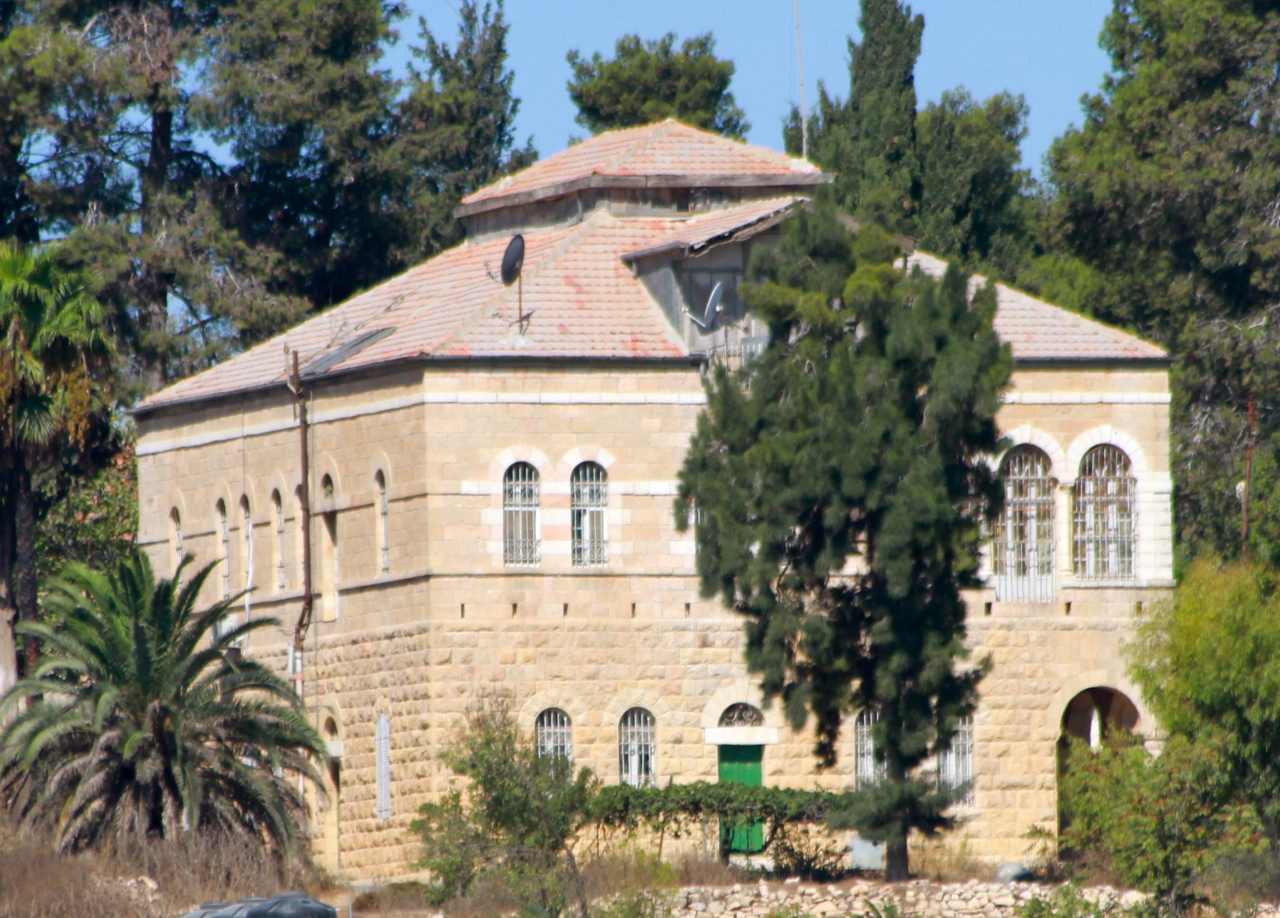
أحد المنازل المبنية في فترة الانتداب البريطاني على فلسطين.

في عام 1917، سقطت البيرة بيد الجيش الإنجليزي، ودخلت المدينة مع باقي مدن فلسطين مظلة الانتداب البريطاني على فلسطين عام 1920، وأصبحت البيرة مركزا لقضاء البيرة في تلك الفترة حتى وقوع النكبة. كانت المدنية قد ازدادت أهمية في هذه الفترة نتيجة ثلاثة تطورات مهمة: أولها إنشاء أعمدة الإرسال الشاهقة لـ «محطة الإذاعة الفلسطينية» من قبل حكومة الانتداب البريطانية عام 1936 على أراضي البيرة التي يقع مدخلها على الشارع الرئيسي المتجه إلى قرية بيرزيت وقرى بني زيد. وهو الشارع الذي أصبح اسمه منذ ذلك الحين «شارع الإذاعة» أو «شارع الإرسال».
أما التطور الثاني فقد جاء نتيجة الثورة الفلسطينية الكبرى 1936-1939، حيث أقامت حكومة الانتداب على غرار ما جرى في بقية المدن الفلسطينية، المبنى الضخم المعروف حاليا بمبنى المقاطعة (مبنى تجاري على اسم المهندس البريطاني الذي صمم هذه المباني لتستوعب الدوائر الحكومية والسجون …الخ). وبالتالي فقد أصبحت معنية بتوسيع شبكة الطرق القريبة لتستوعب الضغط الناجم عن إنشاء هذا المبنى ومحطة الإذاعة. أما التطور الثالث فكان له علاقة بالهجرة إلى الأميركيتين من قبل سكان البيرة وتعاظم ثروة أهل المدينة مما أدى إلى توسع عمراني كبير على امتداد الشوارع الجديدة وخارج إطار المسطحات القديمة والمتراصة نسبيا.

#### قرار التقسيم

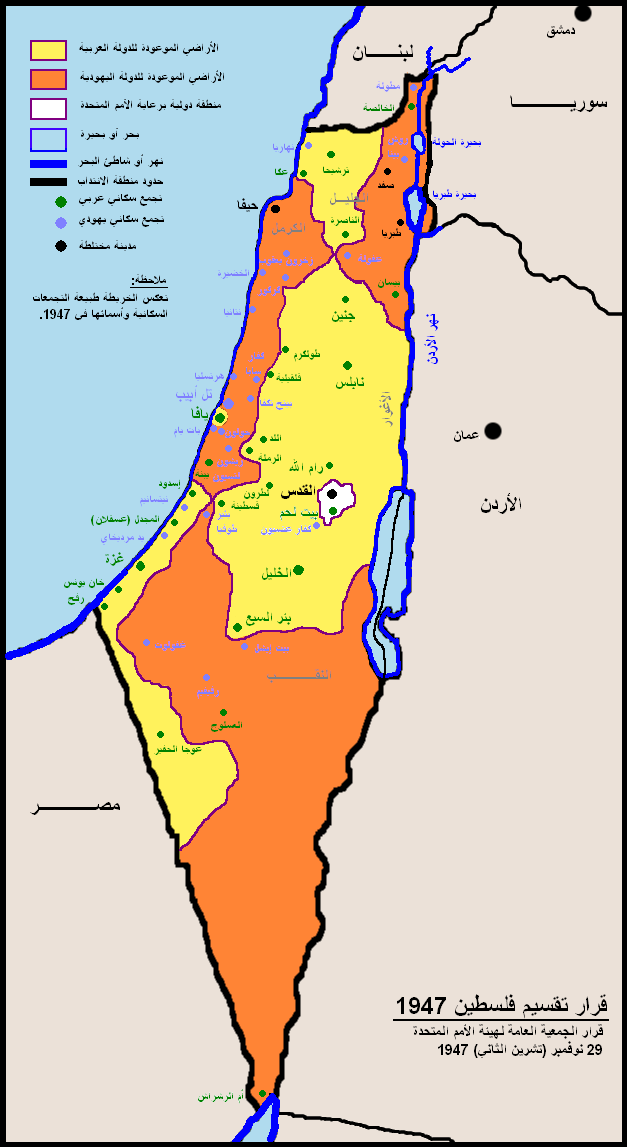
خارطة تقسيم فلسطين عام 1947، تظهر البيرة ضمن المنطقة المُحدَدة للعرب.

قامت هيئة الأمم المتحدة عام 1947 بمحاولة لإيجاد حل للنزاع العربي/اليهودي القائم على فلسطين، وقامت هيئة الأمم بتشكيل لجنة UNSCOP المتألّفة من دول متعدّدة باستثناء الدّول دائمة العضوية لضمان الحياد في عملية إيجاد حلّ للنزاع.
قامت اللجنة بطرح مشروعين لحل النزاع، تمثّل المشروع الأول بإقامة دولتين مستقلّتين، وتُدار مدينة القدس من قِبل إدارة دولية. وتمثّل المشروع الثاني في تأسيس فيدرالية تضم كلا من الدولتين اليهودية والعربية. ومال معظم أفراد لجنة UNSCOP تجاه المشروع الأول والرامي لتأسيس دولتين مستقلّتين بإطار اقتصدي موحد. وقامت هيئة الأمم بقبول مشروع لجنة UNSCOP الدّاعي للتقسيم مع إجراء بعض التعديلات على الحدود المشتركة بين الدولتين، العربية واليهودية، على أن يسري قرار التقسيم في نفس اليوم الذي تنسحب فيه قوات الانتداب البريطاني من فلسطين.
أعطى قرار التقسيم 55% من أرض فلسطين للدولة اليهودية، وشملت حصّة اليهود من أرض فلسطين على وسط الشريط البحري (من إسدود إلى حيفا تقريبا، ما عدا مدينة يافا) وأغلبية مساحة صحراء النقب (ما عدا مدينة بئر السبع وشريط على الحدود المصرية). ولم تكن صحراء النّقب في ذاك الوقت صالحة للزراعة ولا للتطوير المدني، واستند مشروع تقسيم الأرض الفلسطينية على أماكن تواجد التّكتّلات اليهودية بحيث تبقى تلك التكتّلات داخل حدود الدولة اليهودية. وكانت البيرة في ذلك الوقت مركزا لقضاء البيرة، التي تم الحاقها بالدولة العربية المُقترحة.

### الحكم الأردني
وفي أوائل خمسينيات القرن العشرين خضعت البيرة للحكم الأردني بين حربي 1948 و1967، وأصبحت البيرة فيما بعد مركزا للواء البيرة التابع لمحافظة القدس. وقد كانت المدينة هادئة نسبيا خلال سنوات الحكم الأردني، وكان السكان يتمتعون بحرية الحركة بين الضفة الغربية والأردن ولبنان وسوريا وأماكن أخرى. وكان الأردن بضم الضفة الغربية، يطبق قانونه على الأرض. ومع ذلك، سجن كثير من الفلسطينيين لكونهم أعضاء في ما كانت الحكومة الأردنية تعتبره أحزاب سياسية غير مشروعة، بما في ذلك الحزب الشيوعي الفلسطيني وغيرها من الجماعات الاشتراكية والمؤيدة للاستقلال. وضع القانون الأردني قيودا على الإبداع والحرية المطلوبة من قبل العديد من الفلسطينيين في ذلك الوقت. بحلول عام 1953، تضاعف سكان البيرة، ولكنها لم تكن مجهزة للاقتصاد والبنية التحتية للتعامل مع تدفق القرويين الفقراء. غادر أهالي مدينة البيرة، في المقام الأول إلى الولايات المتحدة. ونظراً لكون مدينة البيرة مركز للواء فقد استأثرت بنصيب وافر من مراكز الخدمات الإدارية والتعليمية والصحية والاجتماعية والاقتصادية يشرف عليها المجلس البلدي والذي قام بتأسيس شركة المياه، وغرفة التجارة تأسست عام 1950م وغايتها تسهيل الأعمال التجارية.

### النكسة

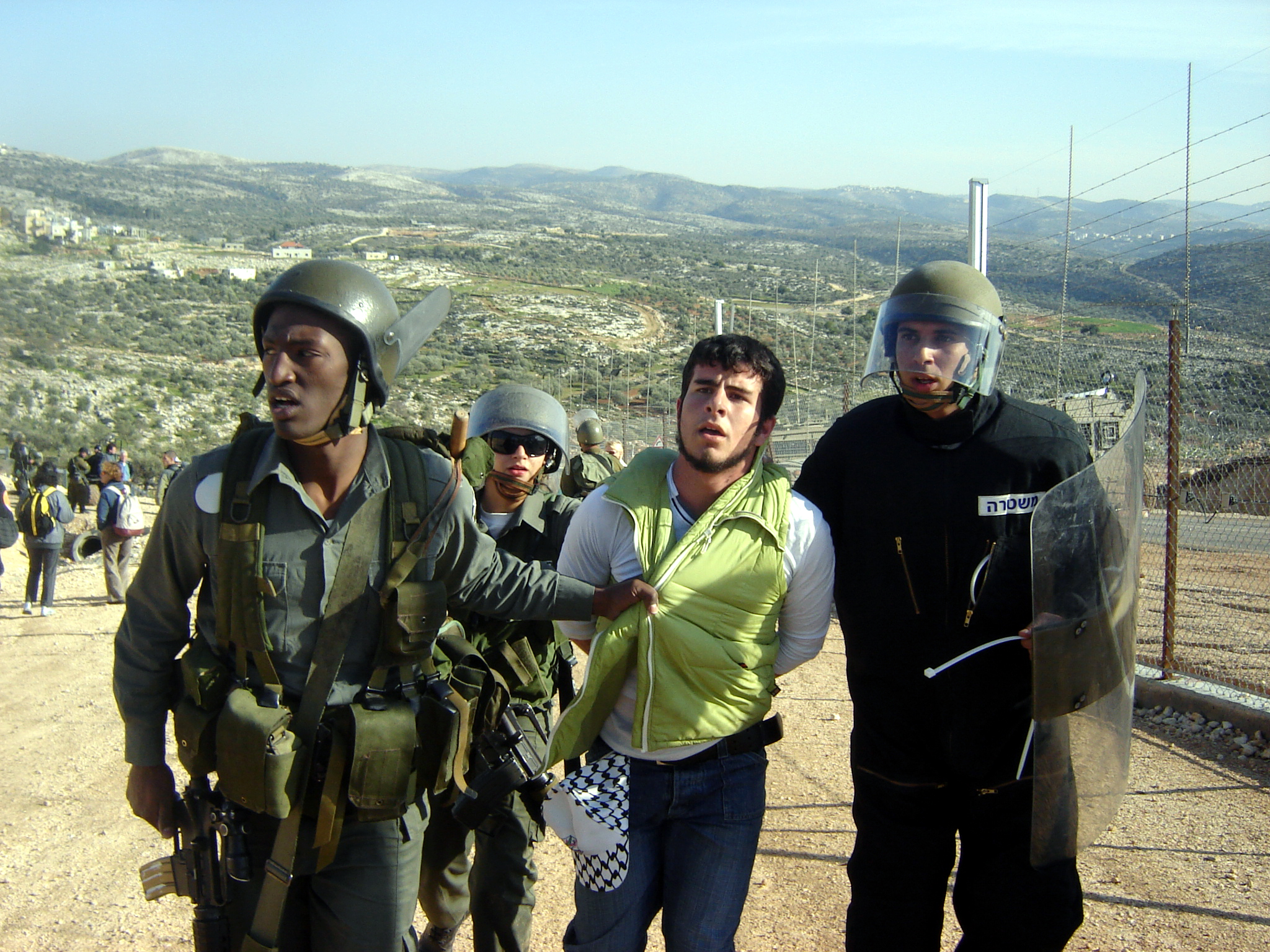
جنود الاحتلال الإسرائيلي يعتقلون متظاهرا بالقرب من البيرة.

سقطت المدينة في يد إسرائيل بعد عام1967، لتظل تحت الاحتلال لمدة 27 سنة وتعاني من الإهمال الإسرائيلي لها كباقي المدن العربية الفلسطينية المحتلة. وقد صادرت سلطات الاحتلال مساحات شائعة من أراضي البيرة وأقامت عليها العديد من المستوطنات، وقد بلغ عدد المستوطنات حتى نهاية عام 1987م حوالي 30 مستوطنة، وقراها وأكبر هذه المستوطنات مستوطنة (ريمونيم) وهي قرية تعاونية أنشأت عام 1980م.
في عام 1987، انخرط سكان مدينة البيرة بوقت مبكر في الانتفاضة الفلسطينية الأولى. وكانت القيادة الوطنية الموحدة للانتفاضة، تقوم بتوزيع النشرات الأسبوعية في شوارع البيرة مع جدول زمني للإضراب المتصاحب مع الاحتجاجات اليومية ضد الدوريات الإسرائيلية في المدينة. وفي المظاهرات، تم أحراق الإطارات في الشوارع، كما ألقى الحشود الحجارة والزجاجات الحارقة على جنود الاحتلال. ورد الجيش الإسرائيلي بالغاز المسيل للدموع والرصاص المطاطي. واغلقت المدارس في مدينة البيرة قسرا، وفتحت تدريجيا لبضع ساعات. ونفذت الاعتقالات خارج البيوت، وفرض حظر التجول ومنع السفر، ما اعتبره الفلسطينيون بأنه عقاب جماعي. ردا على إغلاق المدارس، وتنظيم دورات تعليم سكان المنزل لمساعدة الطلاب على استدراك المادة الفائتة، وهذا أصبح واحدا من الرموز القليلة من العصيان المدني.
في عام 1991، ضم الوفد الفلسطيني إلى مؤتمر مدريد للسلام الدولي العديد من وجهاء البيرة. كما خفت حدة الانتفاضة قدما، واستأنفت الحياة الطبيعية في البيرة. في ديسمبر 1995، وذلك تامشيا مع اتفاق أوسلو، تخلى الجيش الإسرائيلي عن المقاطعة وانسحب إلى ضواحي المدينة. تولت السلطة الفلسطينية التي أنشئت حديثا المدنية والمسؤولية الأمنية للمدينة، والتي اعتبرت «المنطقة أ» الخاضعة للاتفاقات.

### السلطة الفلسطينية

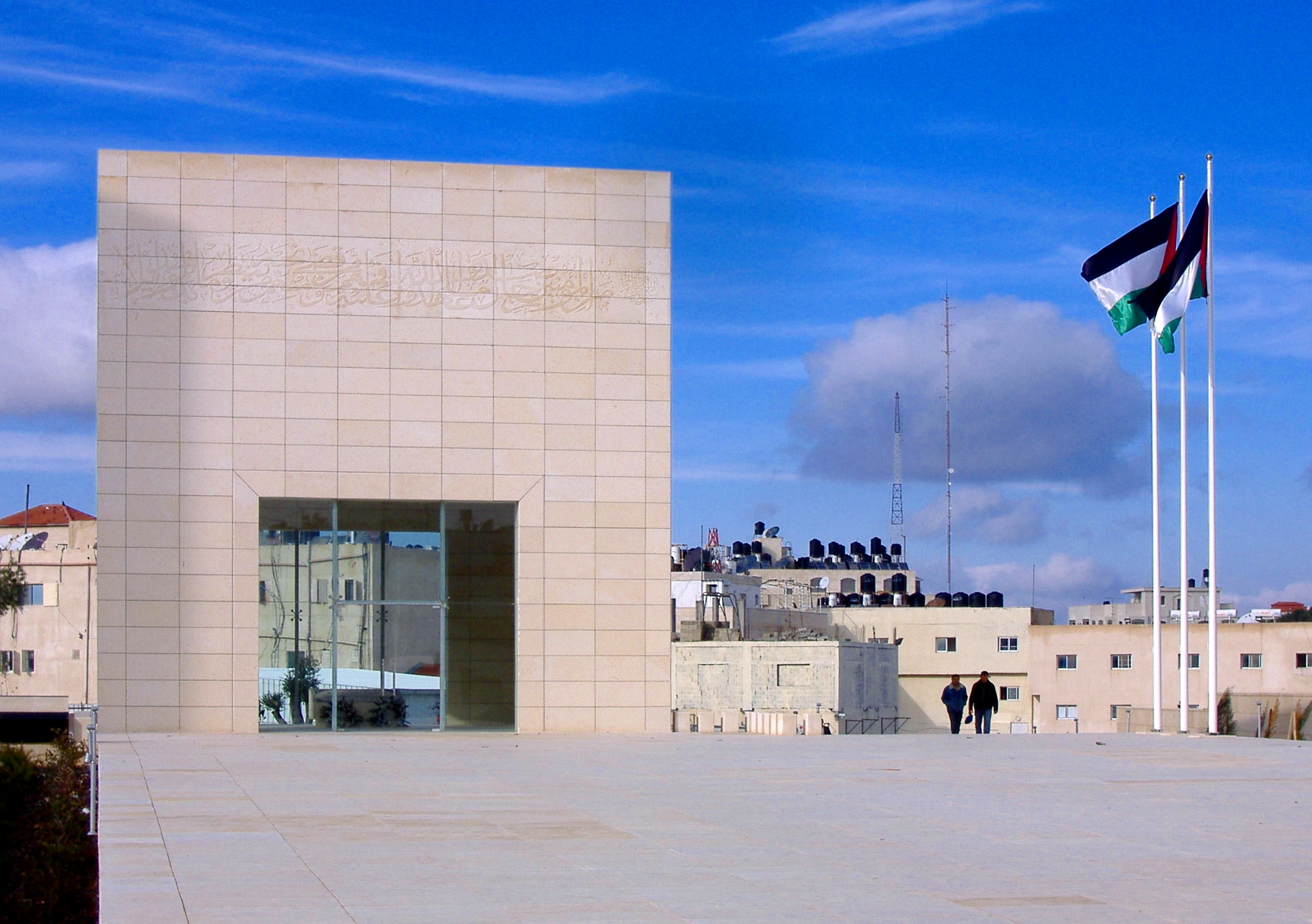
جانب من مبنى المقاطعة (القصر الرئاسي).

في 1994 تم نقل الحكم فيها للسلطة الوطنية الفلسطينية بموجب اتفاق أوسلو الموقع عام 1993، التي أعلن بموجبه عن مناطق المدينة (دون القرى التابعة لها أو امتداداتها) انها منطقة ألف (أ)؛ وهذه الأرض تخضع لسيطرة شبه كاملة من السلطة الفلسطينية. أصبحت البيرة المقر المؤقت للسلطة الفلسطينية، وبسبب رفض إسرائيل ان يكون مقر السلطة الفلسطينية في القدس الشرقية. وقد شهدت المدينة نهضة حضارية ومعمارية كبيرة في هذه الفترة.
تعرض كثير من تلك المقرات في البيرة إلى دمار كبير الحقته آلة الحرب الإسرائيلية كجزء من الهجمات المستمرة على المدينة في فترة الانتفاضة الفلسطينية الثانية، مما أدى إلى تعطيلها إلى حد كبير، وعادت هذه المقرات للعمل في الفترة اللاحقة للاجتياح الإسرائيلي الكبير للمدينة في عام 2002 جاعلة البيرة العاصمة الإدارية (كأمر واقع) لسلطة الحكم الذاتي الفلسطينية. يشار بالذكر إلى أن حكومة نتنياهو شرعت في إعداد دراسة تهدف إلى إقناع الفلسطينيين بأهمية مدينة البيرة كعاصمة بديلة من القدس الشرقية. وتركز الدراسة على التذكير بمواقف إسحق رابين الذي ثبت مدينة القدس بقسميها الغربي والشرقي، عاصمة أبدية موحدة لدولة اليهود، ومع أنه وافق على فصل الشأن السياسي عن الشأن الديني، ووعد المسلمين والمسيحيين بممارسة شعائرهم في ظل القانون الإسرائيلي، إلا أنه أخضع وعده لضرورات الأمن القومي. لهذا السبب لم يسمح لياسر عرفات بزيارة القدس خوفاً من الجماهير التي ستستقبله.

## الجغرافيا

خريطة مدينة البيرة.

البيرة مدينة جبلية، مبنية على جبال مطلة إلى الغرب على الساحل الفلسطيني، أما من جهة الشرق والجنوب فهي محاطة بالجبال. تبعد البيرة حوالي عشرة 15 كم إلى الشمال من القدس وتبعد المدينة عن البحر المتوسط الذي يرى من تلالها حوالي 45 كيلومترا هوائيا وكثيرا ما تشاهد منها أثناء النهار السفن الراسية، كما تبعد عن نهر الأردن قرابة 33 كم إلى الغرب. ونظرا لقرب البحر منها فإن الهواء الذي يهب عليها من الغرب يحمل معه بعض الرطوبة ولكن ارتفاع المدينة عن سطح البحر الذي يتراوح بين 830-880 مترا يلطف من هذه الرطوبة. وتبلغ مساحة مدينة البيرة 22045 دونم.
ويتوسط موقع البيرة فلسطين التاريخية تقريبا، حيث تبعد عن نابلس 36 كم إلى الجنوب، وجنين 63 كم إلى الجنوب، والخليل 82 كم إلى الشمال، وغزة 82 كم إلى الشمال الشرقي، ويافا 45 كم إلى الشرق، وحيفا 105 كم إلى الجنوب الشرقي.

### مناطق المدينة
تُقسم المدينة إلى عدة أحياء بالإضافة إلى البلدة القديمة، منها: المنارة، الإذاعة، البالوع، ام الشرايط، السلامية، الميدان، تل النصبة، خلة القرعان، خلة السلامية، شعاب كساب، البلدة القديمة، غرس الفار، كرم جاسر، البصبوص، البص، راس حسين، المركز، شيبان، والمسقاة. أما بالنسبة للطرق، فتقطع البيرة عدة طرق تربط مناطقها ببعض، كما تربطها بالمدن الملتصقة بها كـرام الله وبيتونيا، وباقي قرى ومدن فلسطين المجاورة كالقدس وبيت لحم ونابلس، والتي قامت بلدية البيرة بتسميتها على أسماء لمناطق وشخصيات فلسطينية أو عالمية، ومن أهم هذه الطرق:
| - شارع الإرسال - شارع المبعدين - شارع النهضة - شارع فلسطين | - شارع البيرة نابلس - شارع المنارة - شارع أبو جهاد - شارع البيرة القدس | - شارع جبل الطويل - شارع أبو علي اياد - شارع المعارف |

### المناخ
مناخ البيرة هو مناخ متوسطي ففي الشتاء تتعرض المدينة للرياح الجنوبية الغربية القاسية الماطرة وأحيانا إلى رياح شمالية شرقية جافة باردة نسبيا. أما معدل سقوط الأمطار هو حوالي 20 إنشا أو 500 مليمتر في السنة. وعلى العموم فإن معدل درجة الحرارة في الشتاء نادرا ما يصل إلى 32 فهرنهايت أو صفر مئوي وفي الصيف قلما تزيد على 95 ف أو 35 درجة مئوية ويمكننا القول بأن معدل درجة الحرارة السنوي يتراوح بين 41-77 ف أو 5-25 م.
وفي أوائل أبريل تأخذ الرياح الخماسينية بالهبوب وهذه رياح جافة تحمل معها كثيرا من الغبار وهي تأتينا من الجنوب وينقطع هبوب الرياح الخماسينية كلما اقترب فصل الصيف وتهب أيضا على البلدة رياح دافئة في أواخر الصيف وأوائل الخريف وتعجل بإنهاء موسمي العنب والتين. وعلى العموم فإن مناخ البيرة لطيف منعش في الصيف دافئ في الشتاء وهذا جعل الحياة فيها حياة نشاط وعمل.
| البيانات المناخية لـالبيرة   | البيانات المناخية لـالبيرة | البيانات المناخية لـالبيرة | البيانات المناخية لـالبيرة | البيانات المناخية لـالبيرة | البيانات المناخية لـالبيرة | البيانات المناخية لـالبيرة | البيانات المناخية لـالبيرة | البيانات المناخية لـالبيرة | البيانات المناخية لـالبيرة | البيانات المناخية لـالبيرة | البيانات المناخية لـالبيرة | البيانات المناخية لـالبيرة | البيانات المناخية لـالبيرة |
| الشهر                        | يناير                      | فبراير                     | مارس                       | أبريل                      | مايو                       | يونيو                      | يوليو                      | أغسطس                      | سبتمبر                     | أكتوبر                     | نوفمبر                     | ديسمبر                     | المعدل السنوي              |
| ---------------------------- | -------------------------- | -------------------------- | -------------------------- | -------------------------- | -------------------------- | -------------------------- | -------------------------- | -------------------------- | -------------------------- | -------------------------- | -------------------------- | -------------------------- | -------------------------- |
| الدرجة القصوى °ف             | 74.1                       | 77.5                       | 81.7                       | 95.5                       | 99.0                       | 98.2                       | 105.1                      | 111.9                      | 100.0                      | 92.8                       | 84.9                       | 79                         | 111.9                      |
| متوسط درجة الحرارة الكبرى °ف | 53.2                       | 54.7                       | 59.7                       | 70.7                       | 77.5                       | 81.7                       | 84.2                       | 84.9                       | 82.8                       | 76.5                       | 65.8                       | 57.2                       | 70.7                       |
| متوسط درجة الحرارة الصغرى °ف | 43.5                       | 43.5                       | 47.1                       | 54.7                       | 60.3                       | 64.0                       | 66.9                       | 67.1                       | 65.5                       | 61.9                       | 54.1                       | 47.1                       | 56.3                       |
| أدنى درجة حرارة °ف           | 19.9                       | 27.7                       | 31.5                       | 33.4                       | 45.7                       | 52                         | 58.3                       | 59.9                       | 55.8                       | 49.6                       | 35.2                       | 32.4                       | 19.9                       |
| الهطول إنش                   | 5.24                       | 4.66                       | 3.65                       | 0.96                       | 0.13                       | 0                          | 0                          | 0                          | 0.01                       | 0.61                       | 2.39                       | 4.16                       | 21.81                      |
| الدرجة القصوى °م             | 23.4                       | 25.3                       | 27.6                       | 35.3                       | 37.2                       | 36.8                       | 40.6                       | 44.4                       | 37.8                       | 33.8                       | 29.4                       | 26                         | 44.4                       |
| متوسط درجة الحرارة الكبرى °م | 11.8                       | 12.6                       | 15.4                       | 21.5                       | 25.3                       | 27.6                       | 29.0                       | 29.4                       | 28.2                       | 24.7                       | 18.8                       | 14.0                       | 21.5                       |
| متوسط درجة الحرارة الصغرى °م | 6.4                        | 6.4                        | 8.4                        | 12.6                       | 15.7                       | 17.8                       | 19.4                       | 19.5                       | 18.6                       | 16.6                       | 12.3                       | 8.4                        | 13.5                       |
| أدنى درجة حرارة °م           | −6.7                       | −2.4                       | −0.3                       | 0.8                        | 7.6                        | 11                         | 14.6                       | 15.5                       | 13.2                       | 9.8                        | 1.8                        | 0.2                        | −6.7                       |
| الهطول مم                    | 133.2                      | 118.3                      | 92.7                       | 24.5                       | 3.2                        | 0                          | 0                          | 0                          | 0.3                        | 15.4                       | 60.8                       | 105.7                      | 554.1                      |
| المصدر: مصلحة الأرصاد الجوية |                            |                            |                            |                            |                            |                            |                            |                            |                            |                            |                            |                            |                            |

## السكان
| السنة | عدد السكان |
| ----- | ---------- |
| 1922  | 3,067      |
| 1945  | 5,080      |
| 1961  | 13,759     |
| 1987  | 24,772     |
| 1997  | 20000      |
| 2005  | 30,000     |
| 2007  | 50,000     |
| 2012  | 80000      |

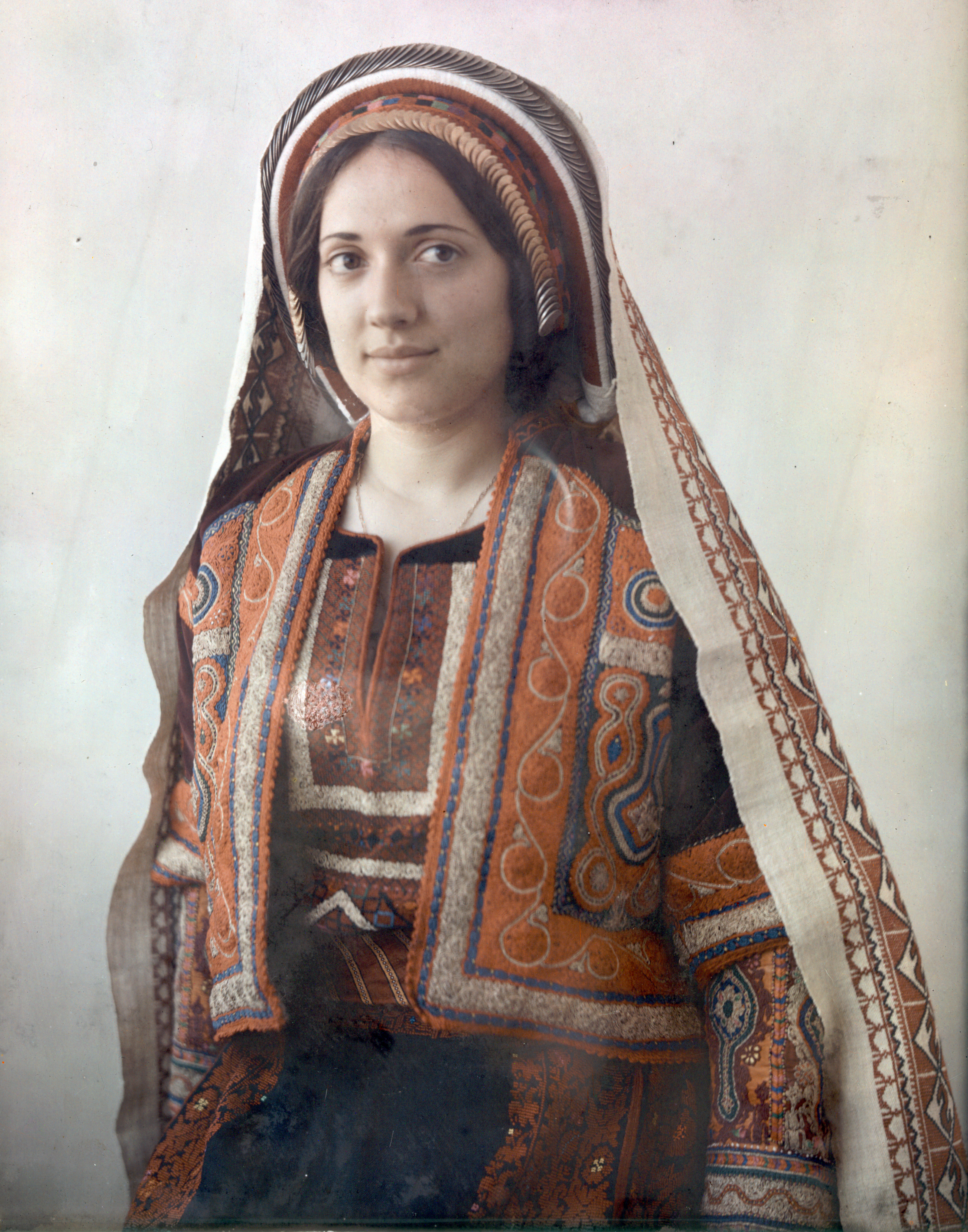
سيدة فلسطينية من البيرة، ترتدي الثوب الفلسطيني.

يبلغ عدد سكان البيرة اليوم قرابة 80000 نسمة. وبالرغم من أن البيرة كانت مدينة صغيرة، إلا أن اللاجئين الفلسطينيين بعد النكبة عام 1948 شكلوا جزءا رئيسيا من التوزيع السكاني الجديد، كما أن الهجرة الداخلية وانتقال فلسطينيين للعمل في البيرة بعد قدوم سلطة الحكم الذاتي الفلسطينية جراء تحولها إلى مركز إداري للسلطة زاد من عدد السكان المستقرين القادمين من مدن أخرى.
تتمتع البيرة عن باقي المدن الفلسطينية باستمرارية وتعددية بالنشاطات الثقافية بين المهرجانات والندوات والمؤتمرات والمعارض، ويعود ذلك إلى عدة إسباب، أحدها تمركز عدد كبير من المؤسسات الناشطة في هذا المجال في مدينة البيرة إضافة إلى نشاط بلدية البيرة في هذا المجال ووجود وزارة الثقافة التابعة لسلطة الحكم الذاتي الفلسطيني في المدينة. وكذلك تنوع النسيج الثقافي الاجتماعي في المدينة وإتساع هامش الحرية مما جذب العديد من الشخصيات الثقافية إلى مدينة البيرة من مخرجين وكتّاب وشعراء.
من المؤسسات العاملة في مجال الثقافة في المدينة مركز الفن الشعبي ومؤسسة شباب البيرة ومركز البيرة الثقافي التابع لبلدية المدينة ومركز رواق وغيرها.

### الأعلام

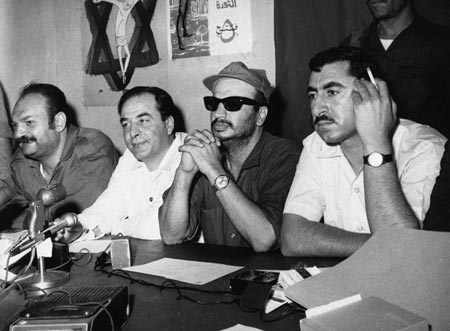
كمال ناصر (الثاني من اليسار) في مؤتمر صحفي إلى جانب نايف حواتمة وياسر عرفات. عمّان 1970.

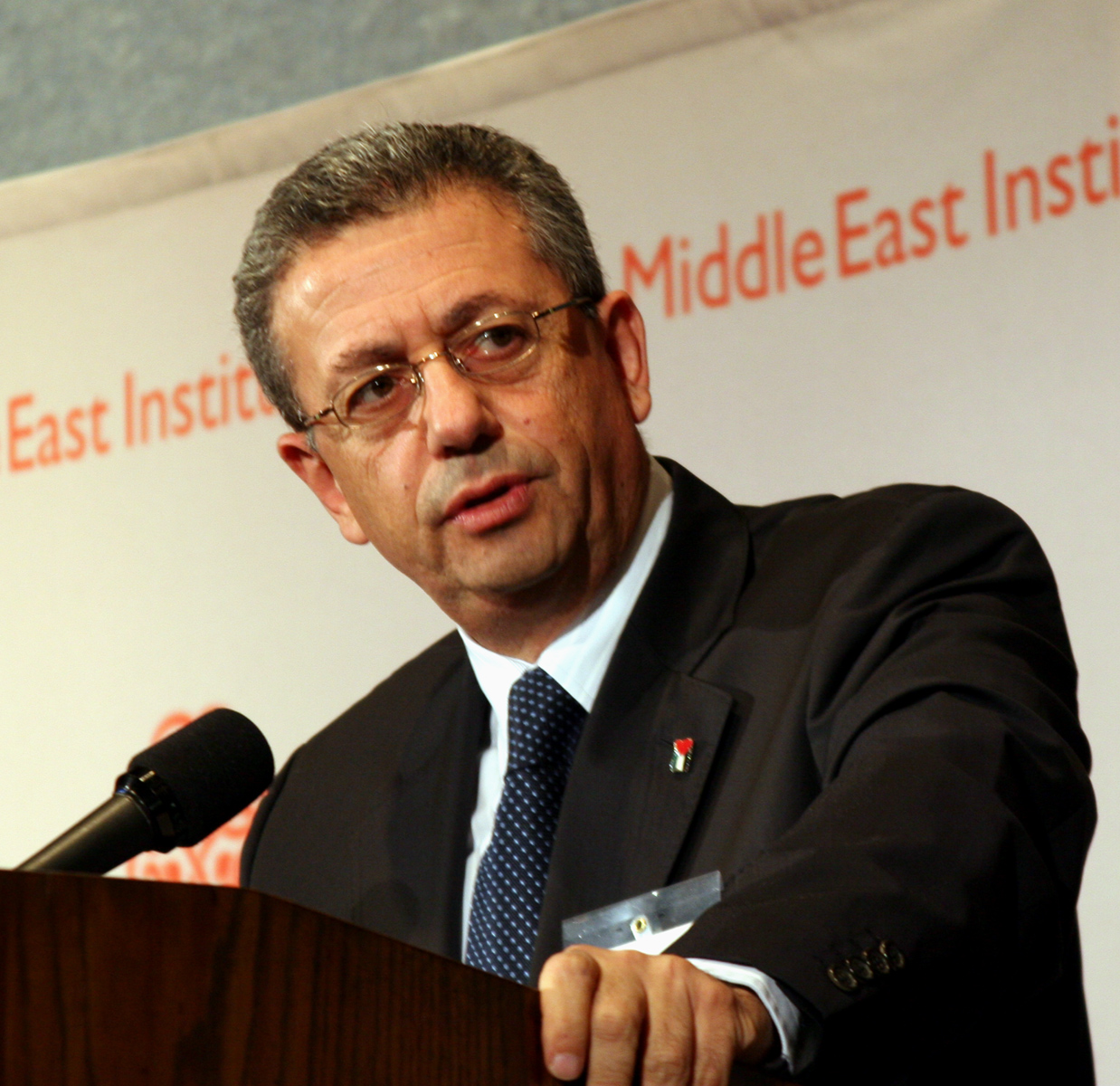
مصطفى البرغوثي، أمين عام المبادرة الوطنية الفلسطينية

خرج من البيرة الكثير من المشاهير الفلسطينيين منهم:
- كمال ناصر: سياسي وشاعر فلسطيني شارك في إصدار جريدة «البعث» كما أصدر مجلة الجيل الجديد عام 1949 في القدس. انتخب عام 1969 عضواً في اللجنة التنفيذية لمنظمة التحرير الفلسطينية، واغتيل من قبل قوة كوماندوز إسرائيلية وهناك قاعة ومسرح يحملان اسمه في جامعة بيرزيت.
- مصطفى البرغوثي: أمين عام المبادرة الوطنية الفلسطينية.
- تميم البرغوثي: أحد أشهر الشعراء الشباب في فلسطين والوطن العربي. وهو ابن الشاعر مريد البرغوثي والكاتبة رضوى عاشور.
- مروان البرغوثي قيادي في حركة التحرير الوطني الفلسطيني فتح، معتقل في سجون إسرائيل منذ سنوات.
- أحمد سعدات: أمين عام الجبهة الشعبية لتحرير فلسطين، معتقل في سجون إسرائيل منذ سنوات.
- حنان عشراوي: سياسية فلسطينية، كانت أحد أعضاء الوفد الفلسطيني المفاوض في مؤتمر مدريد عام 1991.
- سعاد العامري: أحد أشهر المعماريات الفلسطينيات. تعمل على الحفاظ على الموروث المعماري الفلسطيني من خلال مركز المعمار الشعبي "رواق" والذي تديره منذ 1991.
- محمد صالح البرغوثي أسس الجمعية العربية السرية ثم أسس حزب البعث في فلسطين وأصبح رئيساً له ثم اتجه إلى الحزب الوطني ثم إلى حزب الاستقلال، توفى عام 1970.
- خليل محمد عيسى أحد قادة الثورة الفلسطينية الكبرى.
- عادل عوض الله: قائد عسكري فلسطيني، من أبرز قادة كتائب الشهيد عز الدين القسام.

## الاقتصاد
تعكس البيرة صورة مدينة مزدهرة تشهد حركة أعمال محمومة وفورة عقارية كست تلالها بالمباني، غير ان هذه المدينة التي تحتضن مقر السلطة الفلسطينية في الضفة الغربية تبقى استثناء في مشهد اقتصادي عام هش.
ولقد مارس سكان مدينة البيرة العديد من الحرف منذ القدم، منها الزراعة وتربية المواشي حيث زرعوا العنب والتين والزيتون، واشتغل السكان في التجارة حيث تنقل التجار بين المدن والقرى المجاورة، كما اشتغل السكان في الصناعة مثل صناعة الأحذية والملابس والمواد الغذائية والفخار واستمر الحال حتى أوائل القرن العشرين، حيث اتجه السكان إلى الهجرة إلى أمريكا خصوصا الشباب منهم، فأخذت الأموال تتدفق على المدينة ليستثمرها السكان في شراء الأراضي وبناء العقارات لاستغلالها في السياحة، وازدادت حركة التعليم وما أن انتهت الحرب العالمية الثانية حتى وقعت حرب 1948 فكان معظم سكان المدينة قد هاجروا إلى أمريكا باستثناء 12% منهم بقوا في المدينة.
توجد حاليا العديد من الصناعات مثل صناعة الورق الصحي والكرتون والأثاث والمواد الغذائية وعصر الزيتون والصابون والألمنيوم والأدوية والكثير من الحرف اليدوية والتقليدية.
أما بالنسبة للزراعة فقد اضمحلت بسبب هجرة السكان للأراضي الزراعية وتحويلها بنايات لتأخذ مكان البيوت القديمة وأصبحت المدينة تعج بمئات المحال التجارية الممتدة.
ومن الملاحظ أن تكلفة المعيشة في مدينة البيرة هو أعلى مستوى من نظيراتها في المحافظات الأخرى، ويمكن إرجاع السبب إلى عدة عوامل أهمها وجود شريحة واسعة في البيرة يفوق مستوى دخلها معدل الدخل لباقي سكان البيرة وباقي سكان المحافظات الأخرى نظرا لعمل هذه الشريحة مع المؤسسات الأجنبية والدولية قادرة على تحمّل هذه النفقات وثانيا وجود عدد كبير من الأجانب العاملين في البيرة ذوي الدخل المرتفع جدا بالمقارنة مع المواطن العادي مما تسبب في زيادة الأسعار على كافة المستويات وبالذات العقار والمنافع الخدماتية كالمطاعم والقاعات، بالإضافة إلى وجود تحويلات شبه دائمة من المغتربين من سكان قراها الشرقية والتي معظم أفرادها مغتربين في الولايات المتحدة الأمريكية، وهنالك أمثلة صارخة للقرى الشرقية للمدينة التي حققت أعلى النسب في اغتراب أفرادها إلى الولايات المتحدة الأمريكية. ويمكن اليوم أن يُقارن مستوى المعيشة في المدينة بنظرائه في مدن عالمية أخرى. يشار إلى أنه يُقام كل عام معرضا للصناعات الفلسطينية في مدينة البيرة.
<gallery>
ملف:|برج فلسطين التجاري في البيرة شارع الإرسال

## النقل والمواصلات

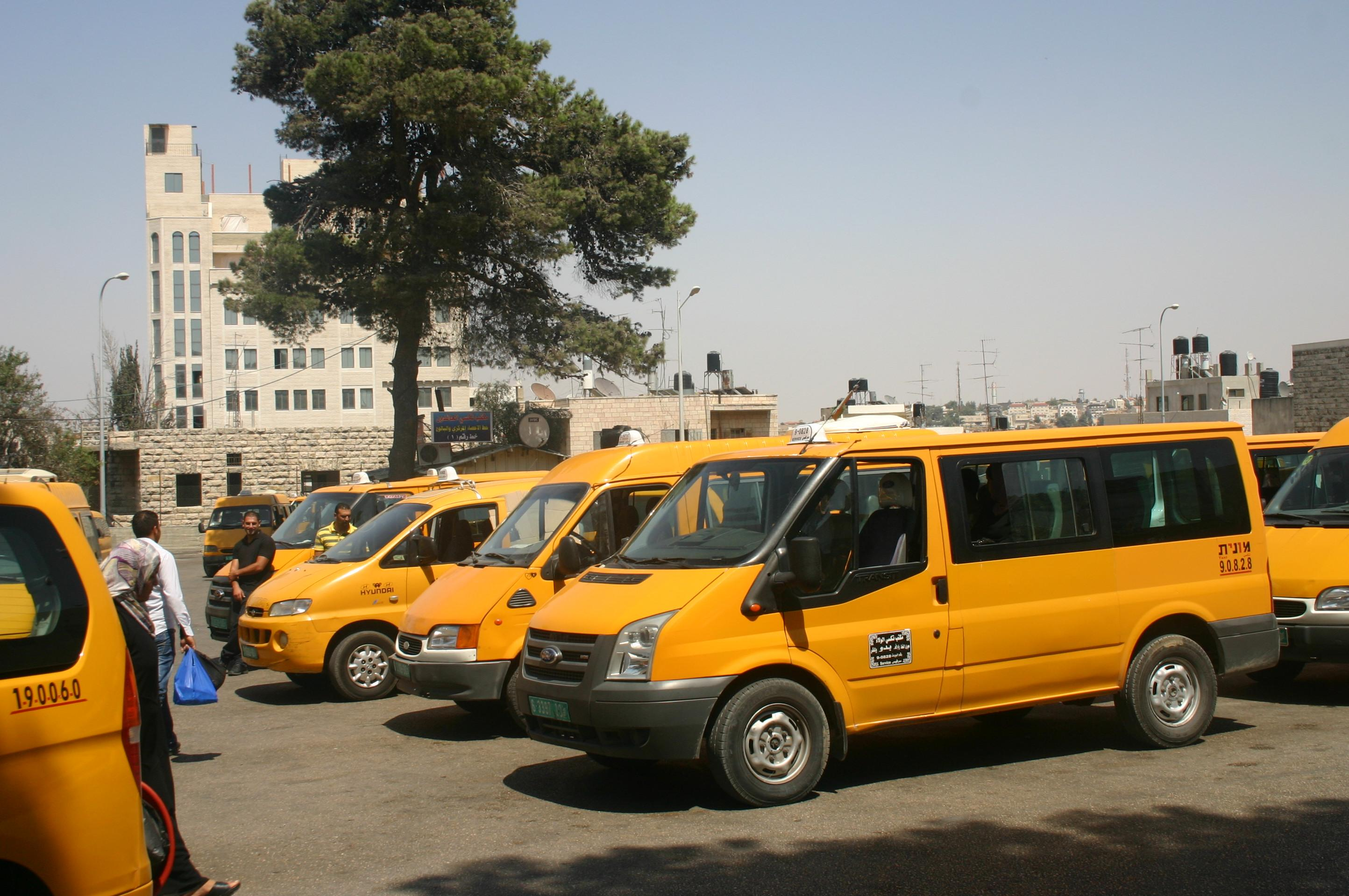
حافلات الأجرة الصغيرة في البيرة.

يمكن السفر إلى المدن المجاورة للبيرة بواسطة سيارة أجرة أو حافلات صغيرة. سيارات الأجرة متوفرة دائما في جميع أنحاء مدينة البيرة، كذلك بالنسبة للحافلات أو الحافلات الصغيرة. ويتنقل المواطنون الفلسطينيون بين البيرة والمدن والقرى المجاورة - منذ انتفاضة الأقصى - بصعوبة بالغة، حيث يعاني المواطن وفي كثيراً من الأحيان الامرّين حتي يصل إلى مبتغاه في الوقت المحدد وربما لا يصله إطلاقاً، مرد ذلك الإجراءات الإسرائيلية من حواجز واغلاقات.
يقع جنوب البيرة في بلدة قلنديا، مطار القدس الدولي أو كما تشيع تسميته «مطار قلنديا»، يقع على أراضي محافظة القدس تحديداً في بلدة قلنديا على طريق (القدس - البيرة). يعتبر المطار أقرب إلى البيرة منه إلى مدينة القدس.
أنشيء المطار عام 1920 تحت إدارة الانتداب البريطاني على فلسطين ثم في أوائل الخمسينات وضع تحت الإدارة الأردنية بعد انضمام الضفة الغربية إلى المملكة الأردنية الهاشمية، إلا أنه وقع بيد القوات الإسرائيلية في حرب 1967، والتي سرعان ما غيرت اسمه إلى «مطار عطاروت». ومنذ انتفاضة الأقصى والمطار مهمل بالرغم من أنه تحت سيطرة الجيش الإسرائيلي. شهد المطار حركة سياحية وتجارية في الخمسينات والستينات نشطة، وقد استخدمه الكثير من المسافرين وأصحاب الشخصيات الهامة مثل بابا الفاتيكان على سبيل المثال لا الحصر، وذلك لأهمية القدس الدينية والسياحية.

### الاتصالات

شعار شركة الإتصالات الفلسطينية

تقع في البيرة مقرات شركات الاتصال الفلسطينية التي تزود الضفة الغربية بهذه الخدمة (جوال والوطنية موبايل). تأسست مجموعة الإتصالات الفلسطينية عام 1995 في البيرة، وكانت أول شركة اتصالات مملوكة للقطاع الخاص في العالم العربي وباشرت أعمالها في يناير عام 1997 كمشغل ومقدم لكافة أنواع خدمات الاتصالات في فلسطين. تتكون المجموعة اليوم من شركة الإتصالات الفلسطينية، وشركة جوال المزود الفلسطيني الأول لخدمة الاتصال الخلوي في فلسطين وشركة «حضارة» لخدمات الاتصالات وتكنولوجيا المعلومات بالإضافة إلى شركة «حلول» لتكنولوجية المعلومات وشركة «بال ميديا» لتقديم الخدمات المرئية والإعلامية المميزة. بالإضافة إلى هذه الشركات تقوم شركة الوطنية موبايل بتزويد خدمات الاتصالات الخليوية أيضا، والتي اطلقت خدماتها تجارياً في 2009.

## العمارة والتخطيط الحضري
تمتاز مدينة البيرة بغناها المعماري وتطورها الاجتماعي والذي انعكس عبر مبانيها وحاراتها وتجمع ساكنيها، حيث يشعر الزائر بمتابعة بصرية جميلة تعطيه الإحساس والشعور بكينونته كإنسان بمقاييسها الإنسانية والإحساس بالزمن ببعديه الماضي والمستقبلي للواجهات والأسقف والخـان والأزقة. وتعتبر المدينة أكبر تجمع من حيث عدد المباني القديمة في محافظة البيرة، بحيث تحتوي على 381 مبنى قديماً، وتشكل ما نسبته 5 % من عدد المباني الكلي في المحافظة، وتليها بذلك رنتيس، حيث تحتوي على 326 مبنى، ثم نعلين بـ 292 مبنى، ومن ثم عابود بـ 281 مبنى قديماً.
وقد تأسس في بداية تسعينيات القرن الفائت، مركز معني بالحفاظ على الهوية المعمارية الفلسطينية القديمة في البيرة، اسمه: مركز المعمار الشعبي "رواق"، والذي عمل على تحضير مخططات حماية للمباني في التجمعات، وبخاصة تلك التي ما زالت تحافظ على مراكزها ونسيجها المعماري القديم، وكذلك تلك التي تحتوي على عدد كبير من المباني القديمة، بحيث تتم حماية أكبر نسبة ممكنة من المباني القديمة بمجرد حماية بعض التجمعات، ولذلك يمكن حماية ما نسبته 35.41 % من عدد المباني القديمة بمجرد حماية التجمعات التي تحتوي على أكثر من 200 مبنى قديم.

## الثقافة والسياحة

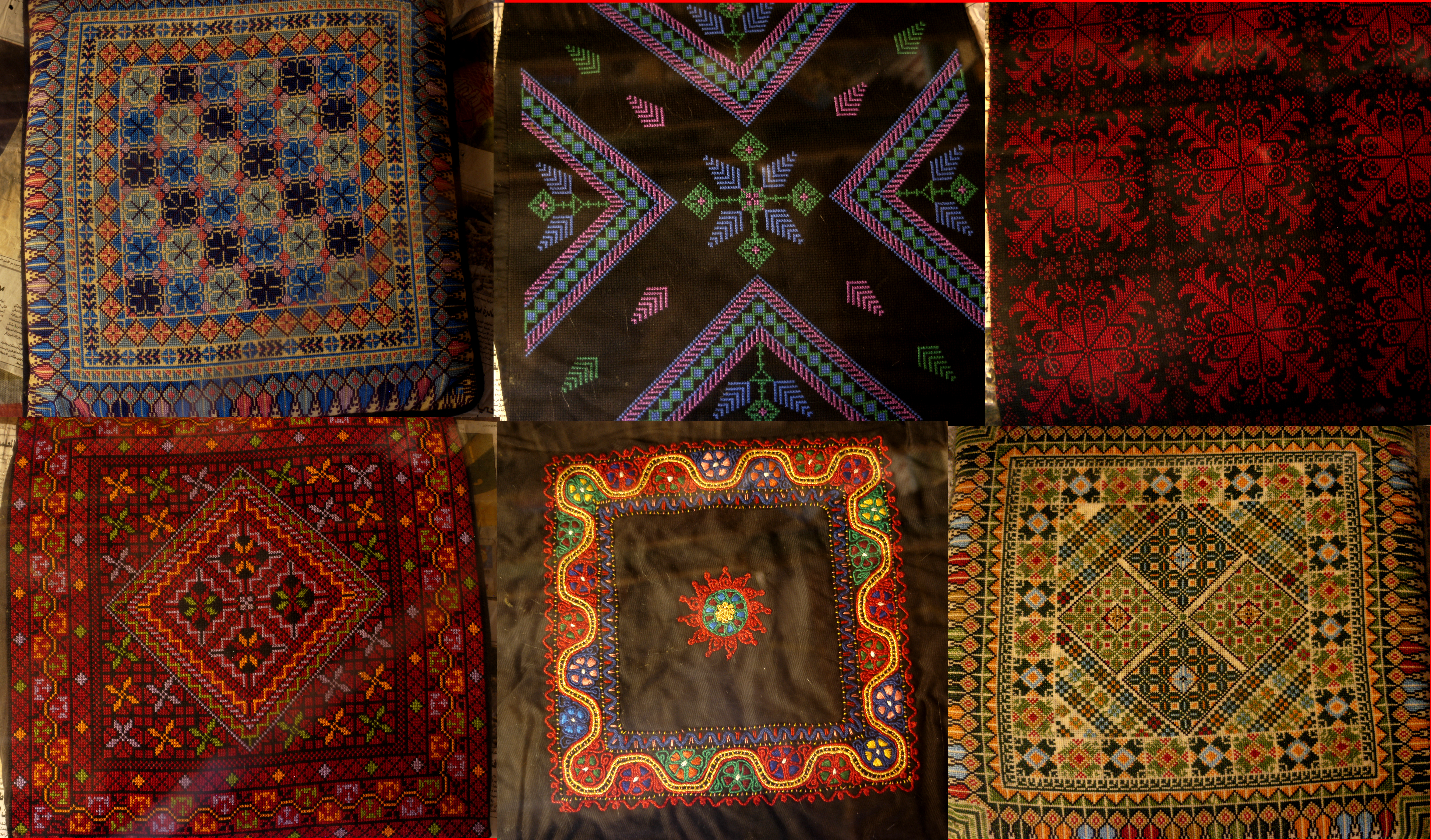
التطريز، من تراث البيرة.

إن ما يميز مدينة البيرة هو هذا التناغم والتنوع والاختلاف في إطار الوحدة، ولكثرة من رغب بالسكن في البيرة بسبب هذا الميل العام نحو قبول الآخر، جعل منها مكان جذب للكثيرين من مختلف المناطق والبيئات والأديان ممن بحثوا عن الأمن والأمان. وقد خلق هذا الأمر أيضاً تنوعاً ثقافياً وحضارياً فريداً، ووجد الجميع فيه ما يصبون إليه فتشكلت هذه المدينة المنوعة في ثقافتها وتوجهاتها في إطار من التواصل الغريب.
تعتبر البيرة مركز للحياه الثقافية والأكثر انفتاحا وليبرالية في الضفة الغربية، ما دفع البعض إلى تسميتها «روح الثقافة» فهي تضم العديد من المكتبات مثل :مكتبة بلدية البيرة العامة بالإضافة إلى العديد من المراكز الثقافية على تنوعها، فهناك العاملة في إطار الفنون البصرية، أو السينما أو المسرح، أو الرقص الشعبي والمعاصر، أو الشعر والأدب والنشر، أو المؤسسات الموسيقية.
ولتطريز الأثواب في البيرة نكهة خاصة فهي لغة للتعبير وحالة نادرة ومميزة عن بقية المناطق الأخرى، بحيث يدمج بين الأشكال الهندسية والمجردة المستطيلة (كالمربعات، والنجوم) وبين الصور الرمزية، ما يعكس الحياة اليومية لأهل البيرة وسكانها. ومن أهم المهرجانات التي تقام خصيصا من أجل الحفاظ على هذا التراث، مهرجان الوفاء للتراث وارث الأجداد السنوي الذي تنظمه مؤسسة شباب البيرة، حيث يتم تنظيم مهرجان البيرة التراثي.
كما وتضم عددا من المراكز الرياضية، والأندية الشبابية الفاعلة، والتي يعود تأسيس بعضها إلى بدايات القرن الماضي، في حين تضم بعض هذه الأندية فرقا كشفية عريقة كان لها حضورها على مدار التاريخ الفلسطيني. من المؤسسات العاملة في مجال الثقافة في المدينة مركز الفن الشعبي ومؤسسة شباب البيرة ومركز البيرة الثقافي ورواق وغيرها.
وتضم البيرة كذلك، عددا من الجمعيات الخيرية، النسوية في مجملها، ويعود تأسيس بعضها إلى أربعينيات القرن الماضي، وتهدف هذه الجمعيات التي تضاعفت أعدادها مرارا في العقدين الأخيرين، إلى توفير الدعم للعديد من فئات المجتمع، ومن بينها المرأة، الطفل، كبار السن، ذوي الاحتياجات الخاصة، الأيتام، وغيرهم.
تعتبر مدينة البيرة واحدة من المدن الفلسطينية التي يؤمها السياح، وتشكل وجهة رئيسية لهم في جولاتهم السياحية، ولا بد للسائح أن يزور مواقعها الأثرية.

## مؤسسات
أكاديمية البيرة للعلوم والفنون
و هي مؤسسة تعليمية وتدريبية تنموية مقرها في مدينة البيرة تعمل على تقديم التعليم الاكاديمي والمهني وإعداد وتدريب الراغبين وتنمية مهاراتهم قي المجالات العلمية والتقنية والمهنية والفنية وفقا لطلب سوق العمل الكمي والنوعي، بما يؤهل المتدرب للحصول على عمل مناسب في سوق العمل الحر، وتحسين خبرات ومهارات العاملين في القطاعات العامة والخاصة ورفد سوق العمل بالكفاءات المهنية التي تواكب المتطلبات المتجددة في مجالات العمل المختلفة .
ومن المؤسسات التي تم تأسيسها في البيرة جمعية انعاش الأسرة، الذي تم تأسيسه على يد سميحة خليل.
يوجد في المدينة مكتبة عامة تحوي فيما يقارب الخمسين ألف كتاب.

## التعليم والتعليم العالي

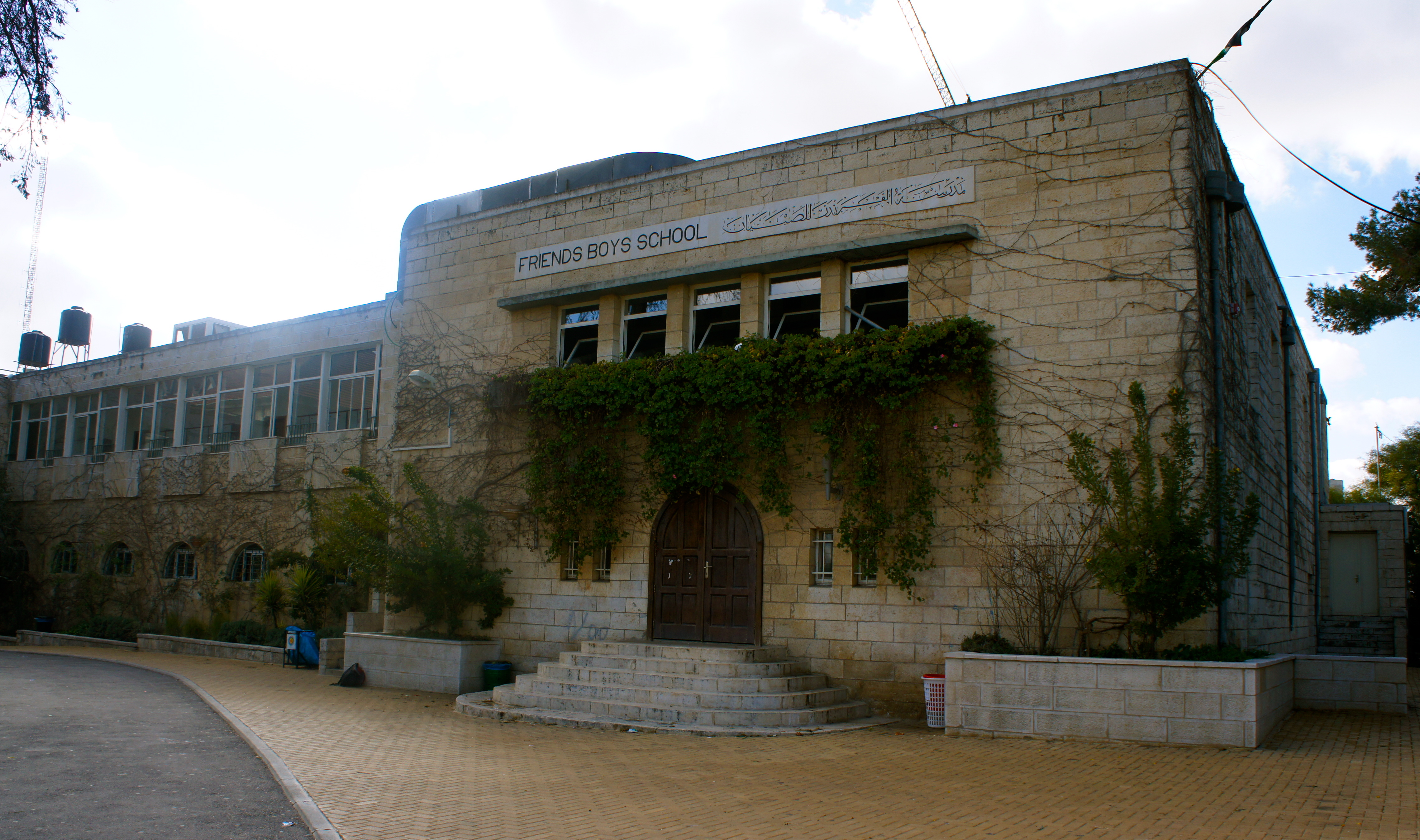
مدرسة الفرندز، من أعرق مدارس المدينة

بدأ التعليم في البيرة في مدرسة للروم الاورثوذكس أنشاتها البطريركية في القدس حوالي 1840، عندما حضر مبشر من طائفة البروتستانت اسمه صموئيل غوبات وأسس خمس مدارس إحداها في البيرة، وهي مدرسة تبشيرية، بينما كانت الأولى الأرثوذكسية مدرسة وطنية، وظلت مدرسة غوبات مفتوحة حتى قبل الحرب العالمية الأولى، وفي سنة 1857 قدم اللاتين إلى البيرة، وافتتحوا لهم مدرسة لم تعمر طويلا، أما عن مدارس الإناث، فقد أسست جماعة الفرندز في عام 1889 أول مدرسة من نوعها للإناث في البيرة. والأولى من نوعها في فلسطين، وكان افتتاح هذه المدرسة حافزاً للروم الأرثوذكس لإنشاء مدرسة للبنات، وحذا حذوهم اللاتين، وفي عام 1901 افتتح الفرندز مدرسة البنين في البيرة.
وفي البيرة اليوم ثلاث مدارس حكومية للذكور ومدرستان للإناث، وبعد عام 1950 افتتحت بعض المعاهد مثل معهد المعلمات الحكومي والحق بالمعهد مدرسة للتطبيقات والتجارب التربوية والتعليم فيها مختلط، ولوكالة الغوث أربع مدارس للذكور ومدرستان للإناث في البيرة كما يتبع وكالة الغوث مركز لتدريب المعلمين والفتيات وهناك سبع مدارس خاصة مختلطة وثلاث مدارس خاصة للإناث وواحدة للذكور ودار لرعاية الأحداث وكلية بيرزيت التي تحولت إلى جامعة وتعتبر من أهم الجامعات الفلسطينية.
كما أن مدينة البيرة تعتبر مركزاً للنشاط الثقافي في الضفة الغربية إذ تمتلئ بالمسارح ودور السينما والمراكز الثقافية، وفيها المعهد الوطني للموسيقى ومجموعة كبيرة من المنتديات الثقافية.
التعليم العالي
تقع في محافظة البيرة واحدة من الجامعات المميزة فلسطينيا وعربيا، وهي جامعة بيرزيت. يعود تاريخ جامعة بيرزيت إلى عام 1924 عندما تأسست كمدرسة ابتدائية، وكان الهدف الرئيسي للمدرسة توفير فرص التعليم الأولية للفتيات من بيرزيت والقرى المجاورة في وقت انعدمت فيه المدارس تقريباً في تلك المنطقة.
تطورت المدرسة لتصبح كلية عام 1942، ولما كانت الكلية عندئذ هي المؤسسة الجامعية الوحيدة في المنطقة، فقد قررت التركيز على التعليم الجامعي، وتقرر أن تصبح الكلية نتيجة لذلك «جامعة بيرزيت» في 1972.

## الرياضة
تلعب في محافظة البيرة العديد من الأندية سواء على مستوى كرة القدم أو كرة السلة، منها: مؤسسة شباب البيرة، دير عمار، الجلزون، شباب الامعري، أرثوذكسي رام الله، سلواد، بدو، بيت سيرا، وبير زيت الرياضي. ويشارك بعضها في الدوري الفلسطيني الممتاز. ويوجد في المدينة ملعبا بلديا يتسع لعدة الآف.
يقام في مدينة البيرة سباق ماراثون يحمل اسم «القدس عاصمة فلسطين الأبدية»، وذلك رداً على سباق مماثل أقيم في المدينة المحتلة بمشاركة آلاف العدائين الإسرائيليين والأجانب وسط موجة غضب في الشارع الفلسطيني.

## المعالم
| مقر المقاطعة يقع في وسط البيرة، وهو مقر الرئاسة الفلسطينية المؤقت منذ إنشاء السلطة الفلسطينية في عام 1994. قامت بإنشاءه حكومة الانتداب البريطاني على فلسطين، كنتيجة إلى الثورة الفلسطينية الكبرى 1936-1939، على غرار ما جرى في بقية المدن الفلسطينية، ليستوعب الدوائر الحكومية والسجون. تعرض المقر لحصار دام عدة أسابيع خلال اجتياح إسرائيل للبيرة والضفة الغربية عام 2002. |
| مسجد البيرة الكبير من أحدث مساجد البيرة وأكبرها، استخدم قوات الاحتلال الإسرائيلية منارته في قنص المقاومين الفلسطينيين أثناء اجتياح البيرة وباقي الضفة الغربية عام 2002. |
| مسجد ومتحف ياسر عرفات تم بناء هذا المسجد والمتحف إلى جوار ضريح الرئيس الفلسطيني السابق ياسر عرفات. صممه المعماري جعفر طوقان، والذي شيد منارة طولها يساوي السنوات التي ترأس فيها ياسر عرفات منظمة التحرير الفلسطينية، ومقدارها 32 سنة. أما المتحف المُحاط ببركة مياه، فيضم بداخله مقتنيات الرئيس الراحل من كوفيات وبزات عسكرية ومسدسات وهدايا تلقاها من زعماء دول مختلفة.     |
| كنيسة العائلة المقدسة |

## البيرة تحت الاحتلال

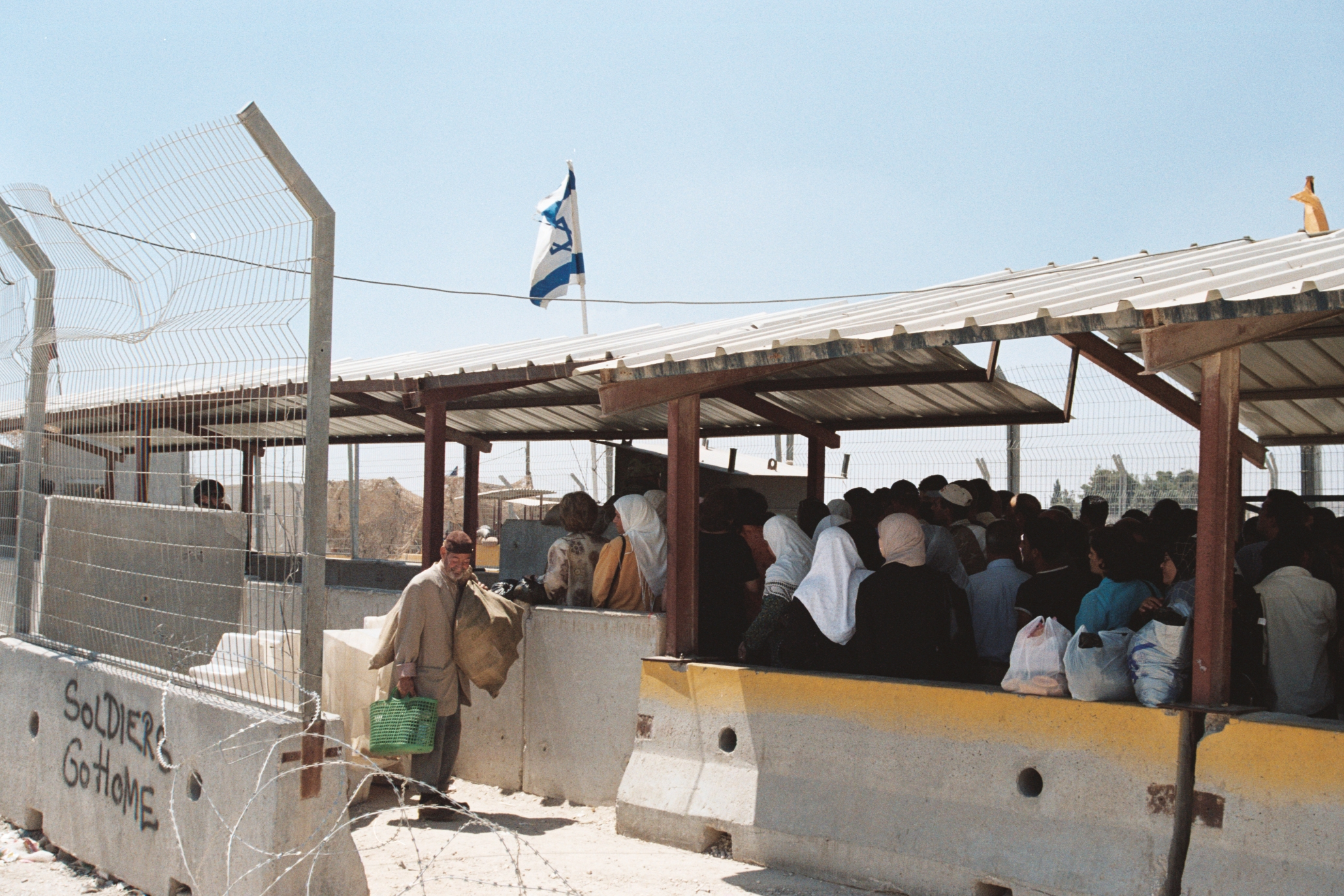
حاجز إسرائيلي بالقرب من البيرة

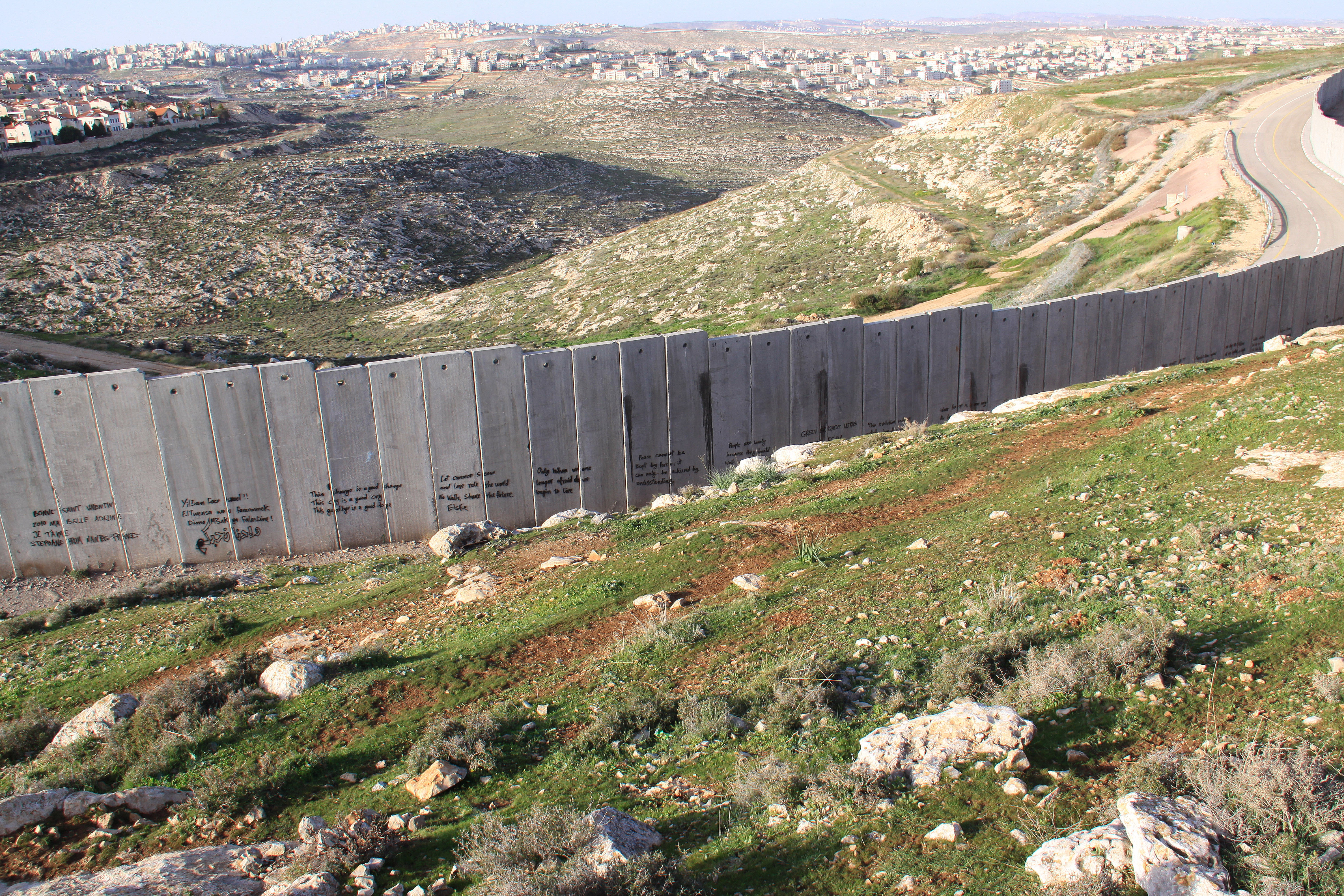
جدار الفصل قرب البيرة.

منذ بداية الانتفاضة الثانية للفلسطينيين ضد الاحتلال الإسرائيلي واجتياح جيش الاحتلال الإسرائيلي مدن الضفة الغربية في خريف عام 2000، كانت مدينة البيرة من المدن الرئيسية في مواجهة العمليات الإسرائيلية بعد مدن جنين، نابلس، طولكرم، الخليل، هذا وقد فرضت قوات الاحتلال الإسرائيلية حظر التجول على المدينة، وخنقت سكانها وعزلتهم عن مدينة القدس حيث يقطن الكثير من أقربائهم.
و تعيش مدينة البيرة اليوم ظروف صعبة، بسبب الحصار الإسرائيلي ومصادرة الكثير من أراضيها من قبل الاحتلال بواسطة جدار الفصل العنصري، والمستوطنين اليهود.
ومع مرور سنوات عديدة على الانتفاضة الثانية، إلا أن مدينة البيرة وأهلها نجحوا في الحفاظ على نشاط اقتصادي عالي وثقافي مميز، مما جعل المدينة أفضل المدن الفلسطينية حالا في ظل الاحتلال.
في 27 يوليو 2020، أقدم مستوطنون إسرائيليون من مستوطنة بسجوت الإسرائيلية على محاولة حرق مسجد البر والإحسان في المدينة كما خطّوا شعارات عنصرية على جدران المسجد.

### المخيمات

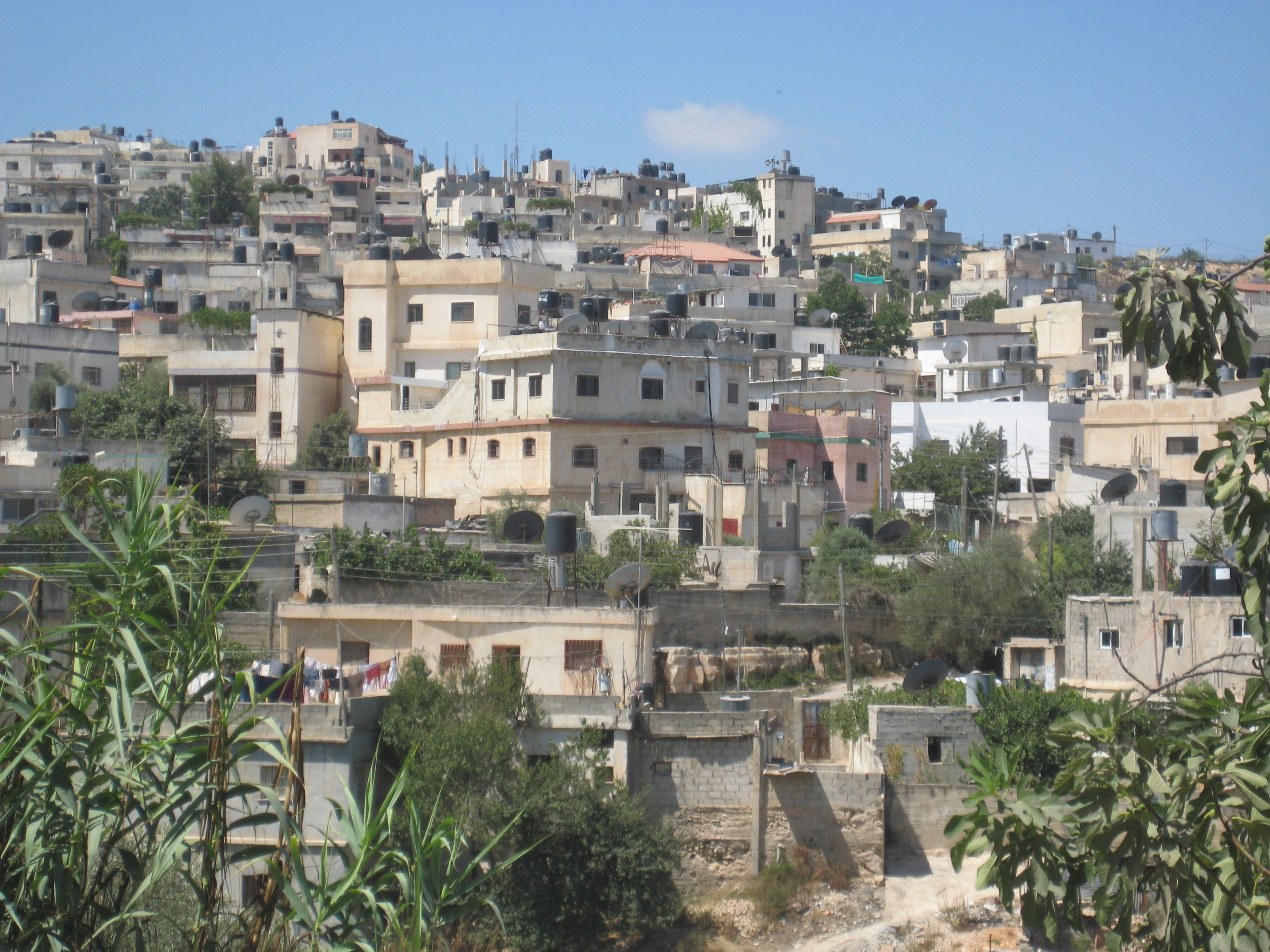
مخيم الجلزون شمال البيرة.

يوجد في منطقة البيرة، 3 مخيمات مُسجلة رسميا في وكالة غوث وتشغيل اللاجئين الفلسطينيين (الأونروا)، وهي مثل باقي المخيمات في الضفة الغربية، فقد بُني معظمها فوق قطعة من الأرض قامت الأونروا باستئجارها من الحكومة الأردنية. والمخيمات هي:

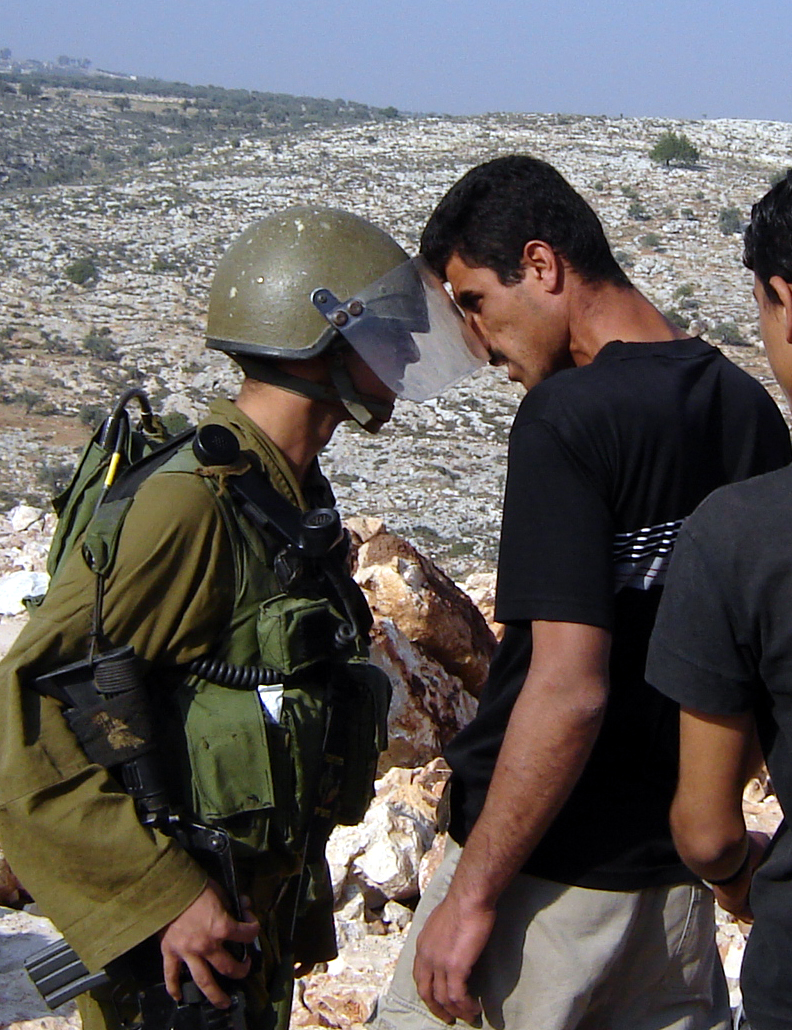
شاب فلسطيني يتحدى جنود الاحتلال، ويتظاهر ضد مصادرة أراضي قرى البيرة.

- مخيم الأمعري: قام الصليب الأحمر بتأسيس مخيم الأمعري في عام 1949 ضمن حدود بلدية البيرة، حيث قام بتوفير الخيام للاجئين الذين قدموا من مدن اللد ويافا والرملة، بالإضافة إلى الذين لجئوا من قرى بيت دجن ودير طريف وأبو شوش والنعاني وصيدون وجمزو وبيت نبالا. وقد تسلمت الأونروا مسؤولية المخيم في عام 1950 وعملت على بناء وحدات سكنية ذات أسقف اسمنتية. وبحلول عام 1957، كانت الأونروا قد أتمت استبدال كافة الخيام بالمساكن الاسمنتية؛ حيث حصلت العائلات التي لا يزيد عدد أفرادها عن خمسة أشخاص على مسكن مؤلف من غرفة واحدة فيما حصلت العائلات الأكبر على مساكن من غرفتين. واليوم، فإن المخيم يغطي مساحة من الأرض تبلغ 0,93 كيلومتر مربع، ويفصل بين معظم المساكن مساحة تقل عن نصف متر؛ الأمر الذي يجعل التهوية داخل المخيم ضعيفة للغاية. ويرتبط المخيم بشكل كامل بشبكتي الماء والكهرباء البلدية.[47]
- مخيم الجلزون: تأسس المخيم عام 1949 فوق مساحة من الأرض تبلغ 0.25 كيلومتر مربع على تلة صخرية تبعد مسافة 7 كيلومترات شمال البيرة. وينحدر أصل سكان المخيم من 36 قرية تابعة لمناطق اللد والرملة. وأصبح المخيم تحت السيطرة الإسرائيلية الفلسطينية المشترك في أعقاب اتفاقيات أوسلو. وتتصل كافة المساكن بالبنية التحتية لشبكتي الكهرباء والماء العامة.[48]
- مخيم دير عمار: تأسس المخيم عام 1949 فوق مساحة من الأرض تبلغ 0.16 كيلومتر مربع على بعد 30 كيلومتر إلى الشمال الغربي من البيرة. وقد بني المخيم فوق قطعة من الأرض تعود ملكيتها لسكان قرية دير عمار غير اللاجئين. وفي المقابل، فإن منشآت الأونروا في المخيم تعمل على توفير خدماتها للقرويين من غير اللاجئين.

وتنحدر أصول سكان المخيم من القرى المدمرة التابعة لمناطق الرملة ويافا واللد. وفي أعقاب اتفاقيات أوسلو، أصبح المخيم واقعا تحت السيطرة المشتركة الفلسطينية الإسرائيلية.

### المستوطنات

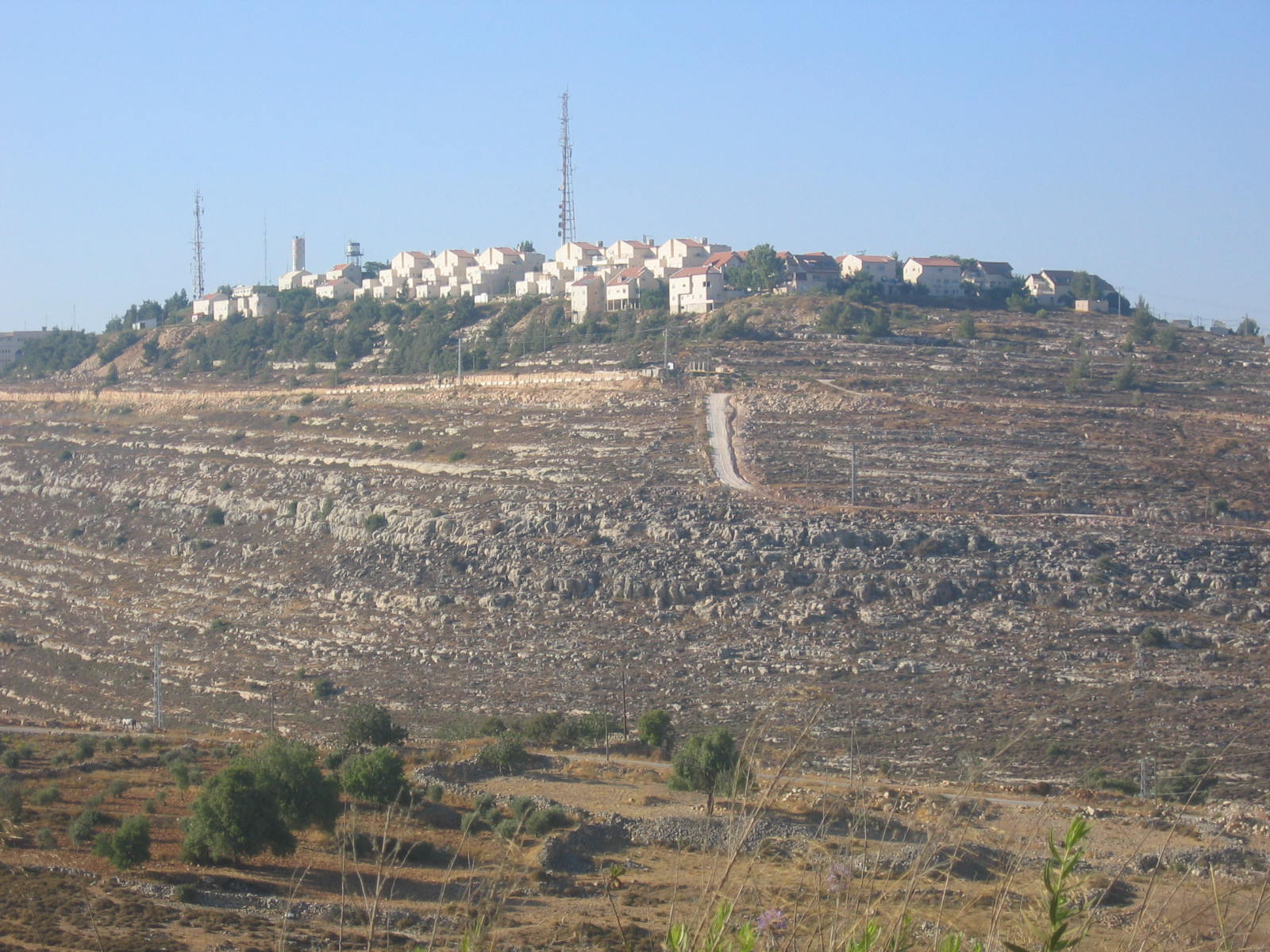
مستوطنة بسغوت الإسرائيلية على جبل الطويل، شرق البيرة (2004).

ما ان اندلعت حرب 1967 والتي كانت نتائجها احتلال ما تبقى من ارض فلسطين - الضفة الغربية وقطاع غزة، حتى سارعت إسرائيل في وضع الخطط بهدف اقامة العديد من المستوطنات. وكانت البيرة جزءا من هذا المخطط، حيث بنت إسرائيل في منطقة البيرة حوالي 27 مستوطنة وهي:
مستوطنات تتوسط مجموعه من البلدات الفلسطينية وهي: المدية، نعلين، دير قديس، حزمة، عين حارث، بلعين، أم صفا وبيت سيرا.:
1. مكابيم أب
2. كفار روث
3. مستوطنة منورة
4. شلتا نتتياهو
5. حشمو نئيم
6. كريات سيفر

وهناك مستوطنات تطوق مدينة البيرة وتسيطر على معظم أراضيها، وهي مستوطنات:
من الشرق:
1. طلمون
2. ياد يائير
3. بيت حورون
4. جفعات زئيف
5. بيت إيل
6. بسجوت
7. كوخاف يعقوب

ومن الجنوب:
1. مستوطنة عطروت
2. جفعون
3. جفعات حدشاة أ
4. جبعات حدشاة ب

أما التجمع الاستيطاني شمال شرق البيرة، فيضم مستوطنات: عوفرة، بيت إييل أ، بيت إييل بمعسكر (باعل حتسور)، الذي يطل على منطقة الأغوار الوسطى وأريحا والبحر الميت، على ارتفاع 800 متر عن سطح البحر، وهو ذو أهمية إستراتيجية؛ نظراً لارتفاعه وإشرافه على مساحات واسعة من مناطق وسط الضفة، ويبلغ عدد المستوطنين في ذلك التجمع نحو 5370 مستوطناً. ويشغل مساحة تبلغ أكثر من 2000 دونم.

## روايط خارجية
- موقع بلدية البيرة على الشبكة
- موقع مكتبة البيرة العامة على الشبكة